# Bergfriedhof (Heidelberg)

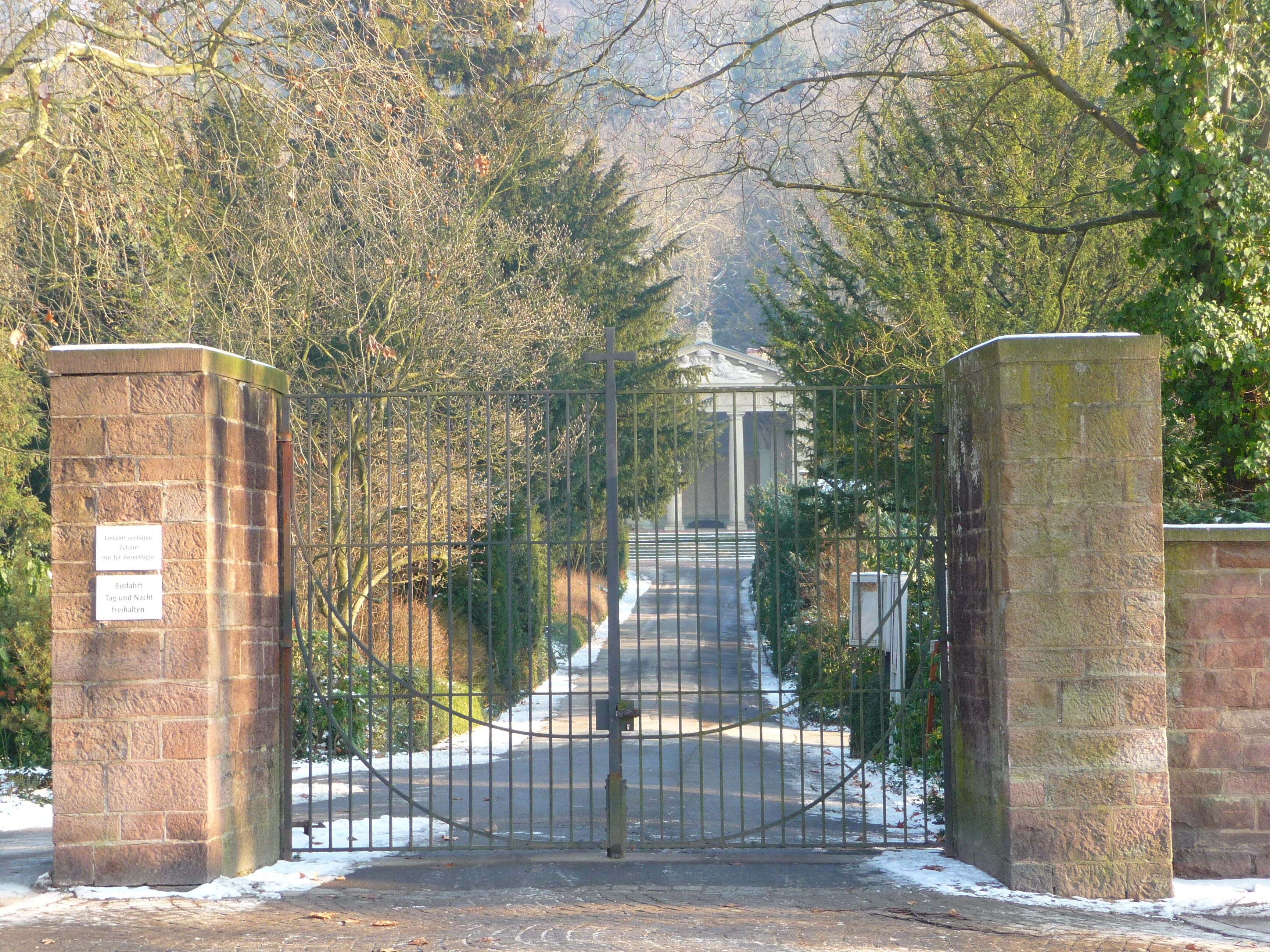
Eingang zum Bergfriedhof Heidelberg in der Rohrbacher Straße mit Blick auf das Krematorium

Der Bergfriedhof Heidelberg ist einer der 17 Friedhöfe der Stadt Heidelberg. Der 1842 angelegte und 1844 eröffnete Bergfriedhof war der erste unter kommunaler Leitung geführte Friedhof der Stadt, zunächst genannt Friedhof an der Steige. Er liegt im Süden Heidelbergs auf einem nach Osten hin ansteigenden ehemaligen Weinberggelände am Nordende des Stadtteils Südstadt, er grenzt an die Weststadt und an den Gaisberg. Der Friedhof ist konfessionsübergreifend, ein Teil der Anlage ist auch als jüdischer Friedhof ausgewiesen. Auf einer Geländeterrasse südöstlich oberhalb des Bergfriedhofs wurde von 1933 bis 1935 der Heidelberger Ehrenfriedhof angelegt.
Auf dem Bergfriedhof wurde Reichspräsident Friedrich Ebert beigesetzt.

## Anlage

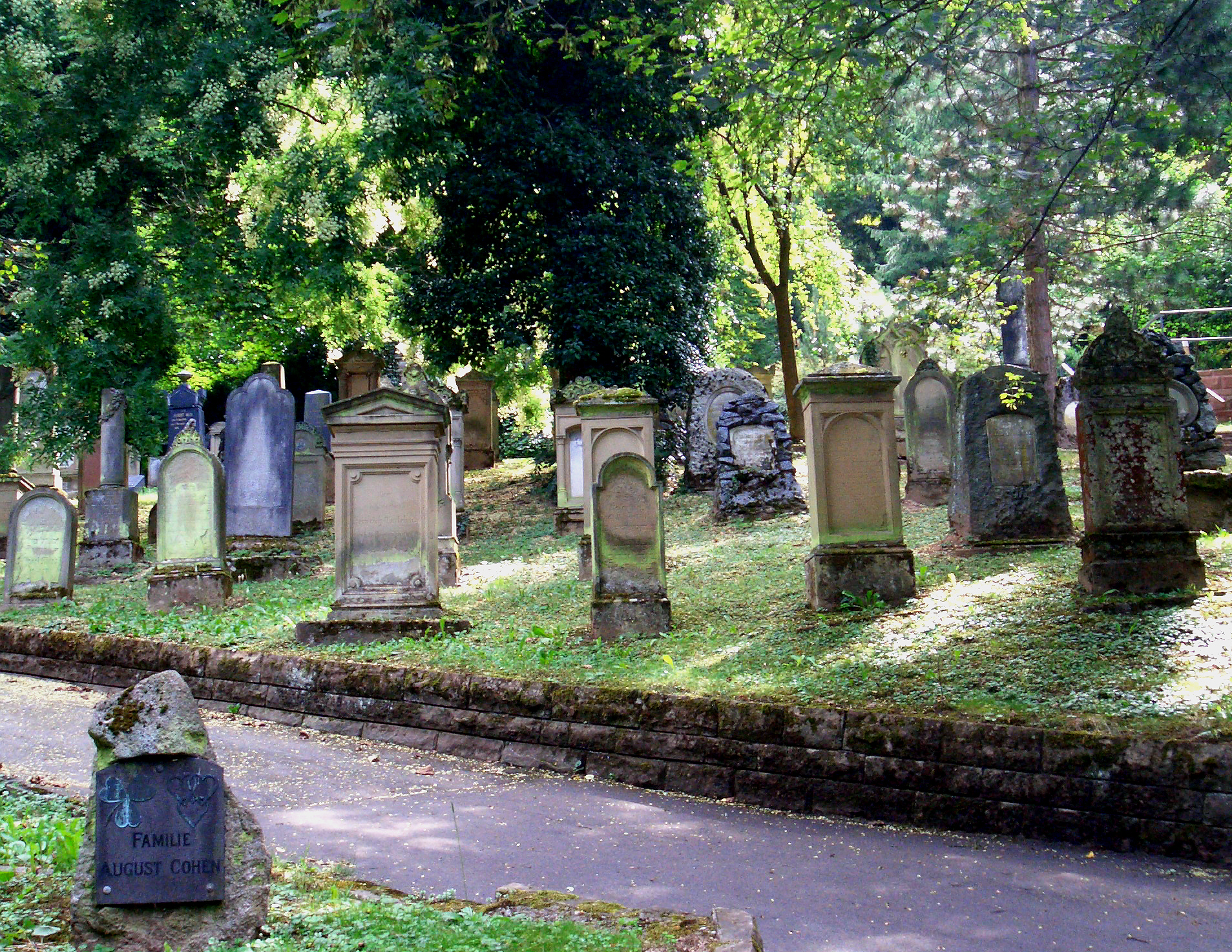
Angegliedert im Süden des Friedhofsgeländes befindet sich der Jüdische Friedhof mit vielen neuen Belegungen in den letzten Jahren

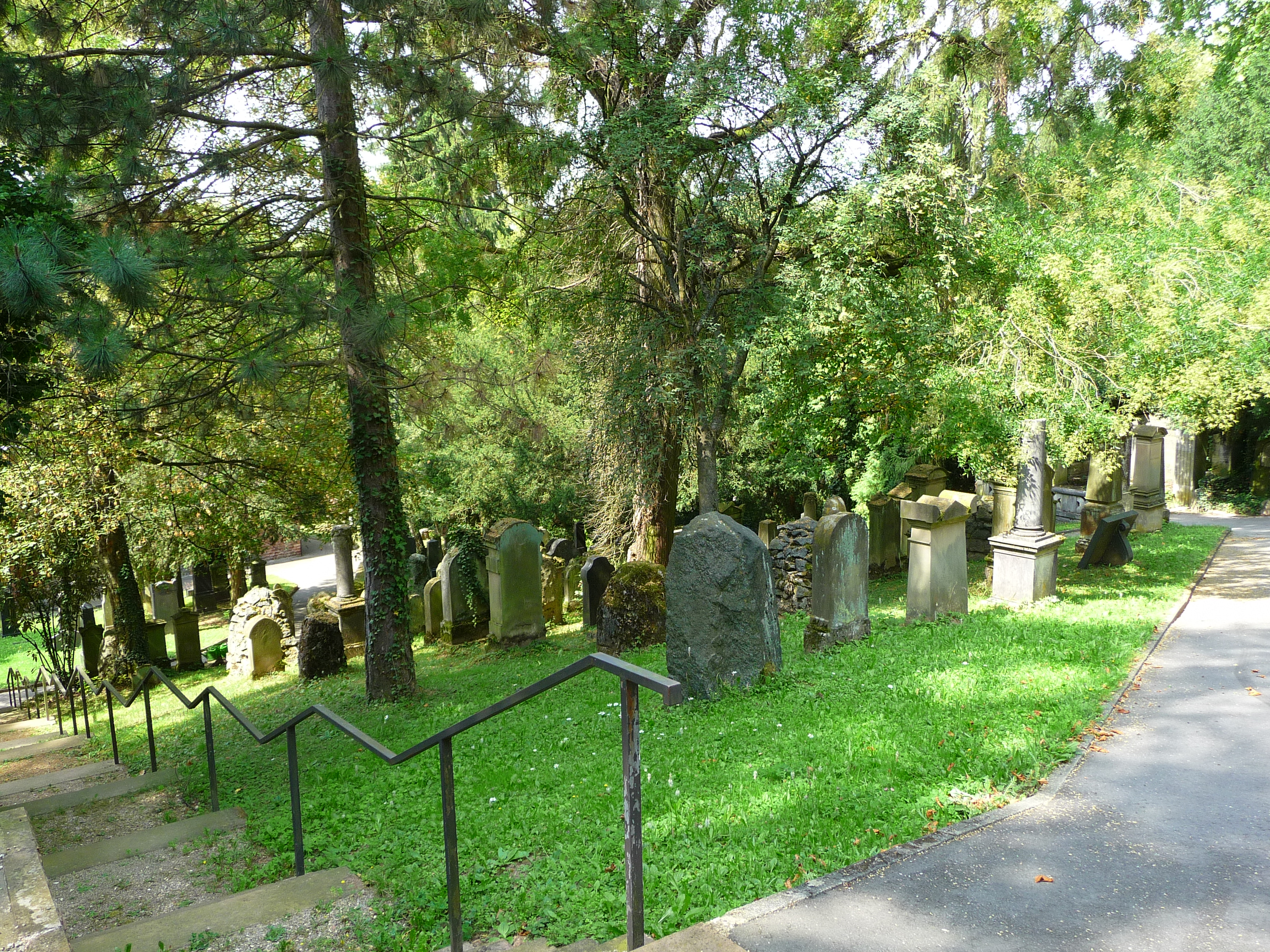
Blick auf den Jüdischen Friedhof Heidelberg

Der Heidelberger Bergfriedhof erstreckt sich über eine nach Osten hin ansteigende, unregelmäßig begrenzte Fläche von 14,4 Hektar östlich der Rohrbacher Straße. Im Norden wird er von einer Bahnstrecke begrenzt, welche die Neckartalbahn mit dem ehemaligen Güter- und Rangierbahnhof der Stadt verband, im Nordosten von einem Taleinschnitt, durch den der Steigerweg bergan zieht, im Osten von Wald am recht steilen Hang, im Süden von Wohnbebauung an Görresstraße und Panoramastraße.
Der Haupteingang zum Friedhof ist an der Seite zur Rohrbacher Straße, woher ein gerader Weg nach Osten zum im Stil des Klassizismus errichteten Krematorium führt. Der Friedhof hat sechs weitere Eingänge, drei davon im Nordosten am Steigerweg. Durch die nördlichen beiden hiervon verkehrt vorwiegend der Friedhofs-Fuhrpark und sie dienen als Zufahrt zur Friedhofs-Verwaltung, die beide in Gebäuden im nordöstlichen Bereich untergebracht sind. Das Verwaltungsgebäude wurde in schlichtem, ländlichem Stil erbaut. Der obere der Eingänge am Steigerweg ist Zufahrt zur Leichenhalle und Anfahrtsweg zur Friedhofskapelle. Zwischen Kapelle und Krematorium verläuft der so genannte Professorenweg, an dem die Friedrich-Ebert-Gedenkstätte, ein Kriegerdenkmal und die Grabstellen von Universitätshonoratioren liegen.
Oben am hohen Hang im Südosten des Friedhofsgeländes befinden sich in der Waldabteilung, die über steile Wege mit Treppen und Sandsteinstufen erschlossen ist, viele über 100 Jahre alte Grabanlagen, oftmals geschmückt von mannshohen Granitfindlingen. In jüngerer Zeit werden in diesem Teil des Friedhofs auch Baumbestattungen durchgeführt. Die Namen der auf diese Art Bestatteten werden in Messingplättchen auf Sandsteinquadern eingraviert.
Im südlichen Teil des Geländes liegt der jüdische Friedhof, der wegen der speziellen religiösen Vorschriften separat verschlossen werden kann. Südlich des jüdischen Friedhofsbereichs wurde in den 1950er Jahren wegen großer Platznot noch die Abteilung W eingerichtet, die jüngste Abteilung des Friedhofs. An einem dort stehenden kleinen alten Sandsteinschuppen wurden Urnennischen eingebaut und eine schmiedeeiserne Tür als Zugang angebracht, er dient heute als Columbarium.
Der Friedhof umfasst insgesamt über 17.405 Grabstellen, das gesamte Wegenetz hat über 20 Kilometer Länge. Wegen der Weitläufigkeit der Anlage und der steilen Wege steht insbesondere für ältere und gehbehinderte Besucher seit geraumer Zeit ein Friedhofsmobil bereit.

## Geschichte

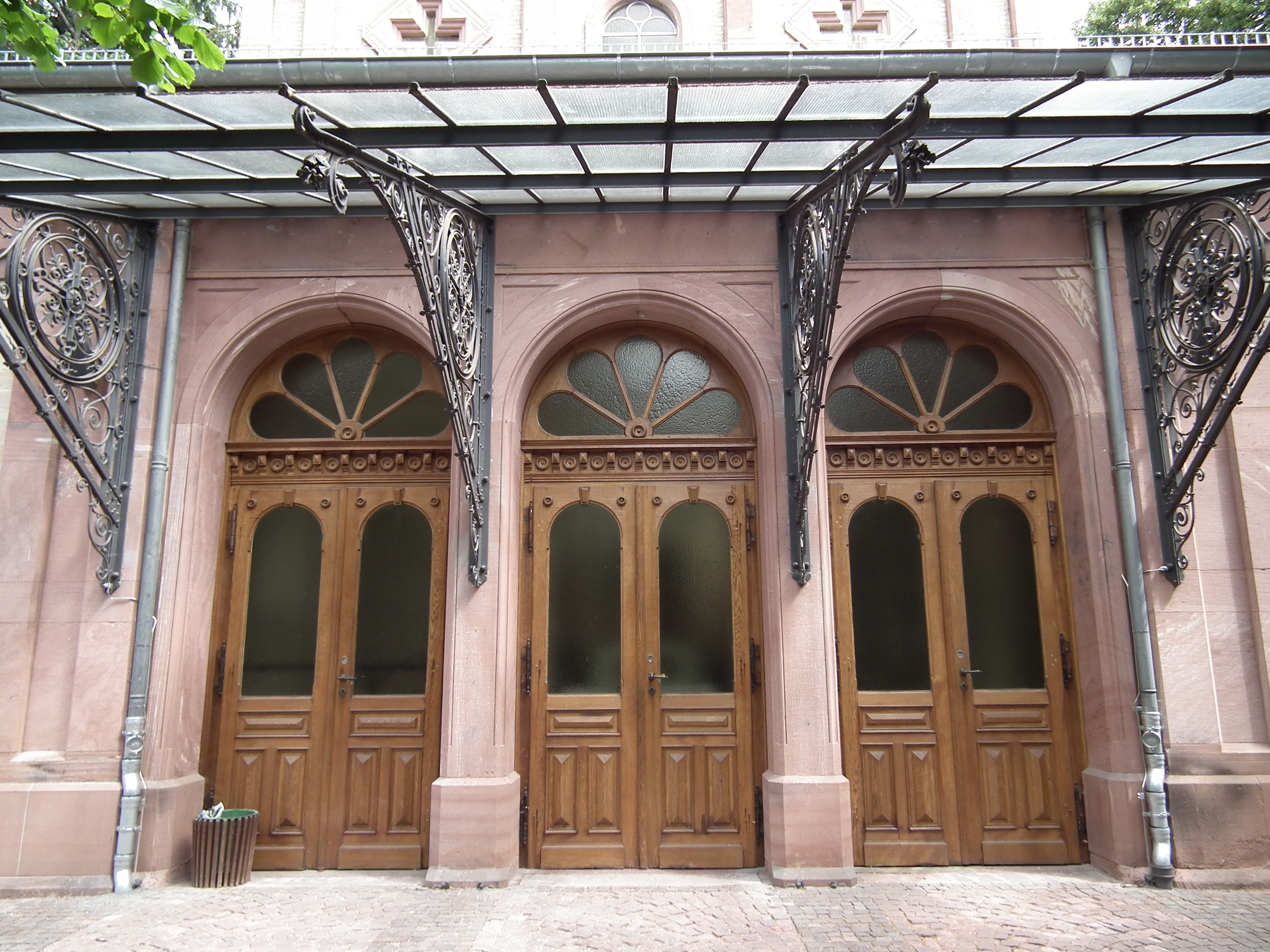
Eingang zur Trauerhalle der 1842 erbauten Friedhofskapelle

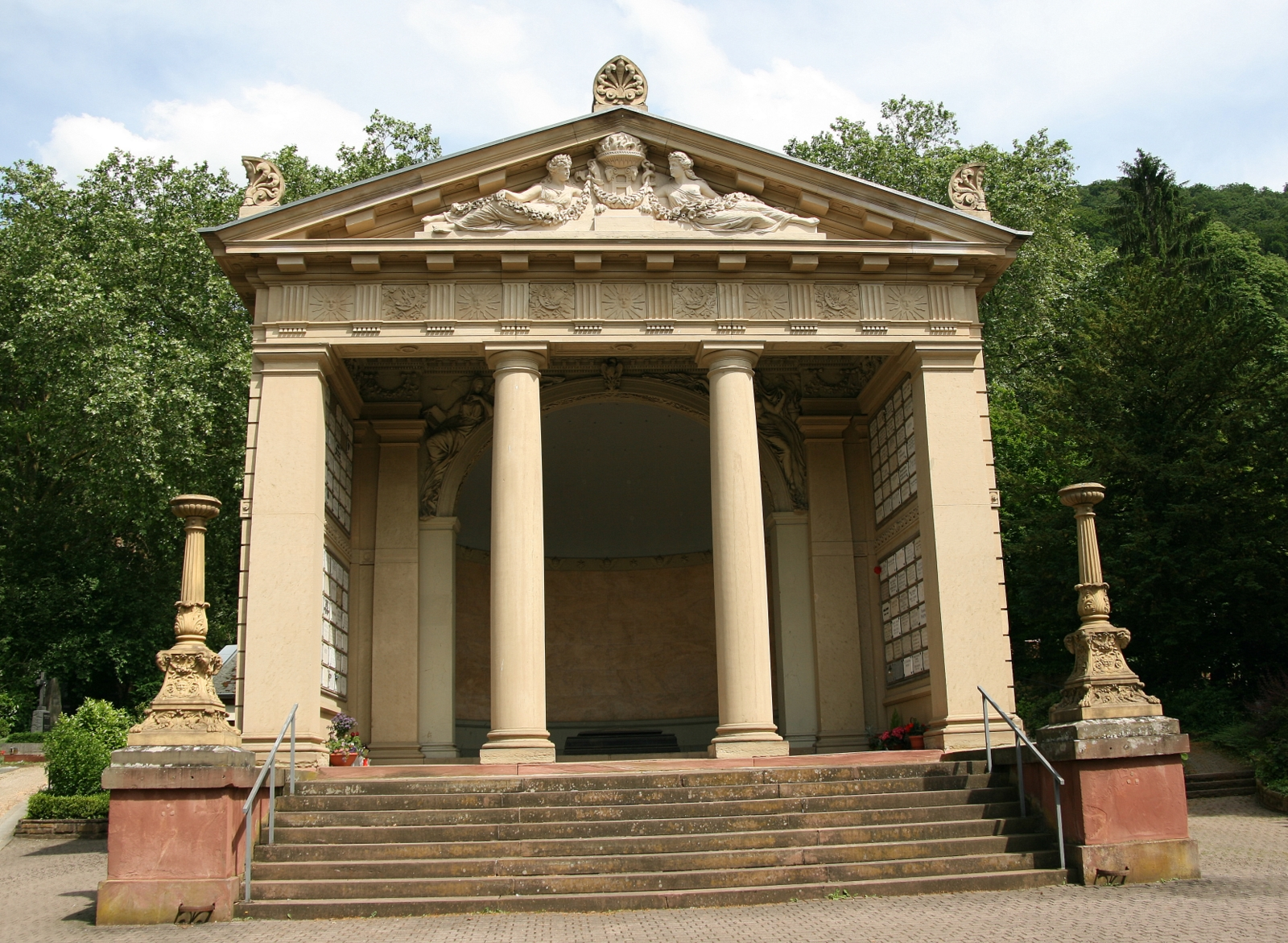
Das Krematorium von 1891 ist das zweitälteste in Deutschland

Der Landschaftsarchitekt Johann Christian Metzger plante die heute fast 15 Hektar große Friedhofsanlage und hatte ab dem Jahre 1842 die Leitung bei der Ausführung. Im Jahr 1844 wurde der Friedhof eingeweiht. Johann Christian Metzger gelang es, indem er viele Wege entlang von Hangterrassen führte und das Gelände passend mit heimischen und exotischen Laub- und Nadelgehölzen bepflanzen ließ, der Friedhofsanlage ein „romantisches“ Gesamtbild zu verleihen, das sich harmonisch in die weitere landschaftliche Umgebung einfügt.
Die vor einer steilen Anhöhe des Bergrückens gelegene Friedhofskapelle wurde 1842 nach den Entwürfen des Heidelberger Stadtbaumeisters Heinrich Greif errichtet. Pilaster und Lisenen aus rotem Sandstein gliedern die Wände des Gebäudes. Auch Fensterleibungen und Gesimse sind in rotem Sandstein gearbeitet. Teilbereiche des Bauwerks sind verklinkert. Der Glockenstuhl auf dem Dach der Kapelle ist eine Holzkonstruktion. Das Portal der Kapelle ist mit mehrflügeligen, glasdurchbrochenen Eichentüren versehen und von einem Vordach aus Schmiedeeisen und Glas geschützt. Zum Berg hin, der Rückwand der Kapelle angegliedert, liegen Nutz- und Nebenräume der Kapelle und in einer Querachse die Leichenhalle mit ihren aneinander gereihten Einzelkammern. Die Friedhofskapelle und insbesondere ihre wichtigen Nebenbereiche wurden im Lauf der Zeit teilweise umgebaut, erweitert und in ihrer Wirtschaftlichkeit immer wieder dem jeweils zeitgemäßen technischen Stand angepasst. Bis in die frühen 1850er Jahre hinein läutete die Kapellenglocke zu jedem Begräbnis. Von der Bergseite der Kapelle her betrat dazu der Glöckner über eine Außentreppe das Glockengestühl.
Im Jahre 1891 ging auf dem Bergfriedhof das neu erbaute Krematorium in Betrieb, das zweitälteste Deutschlands nach dem Krematorium Gotha. In den Jahren 1990/91 wurde es grundlegend modernisiert. Die Einäscherungen werden in technisch hochmodernen Elektroöfen durchgeführt. Im Jahre 2000 baute man neu eine emissionsreduzierende Filteranlage ein.
Der jüdische Friedhof mit seinen historisch bedeutenden Grabanlagen wird bis heute belegt.
Wie an vielen anderen Orten gibt es auch auf dem Bergfriedhof Heidelberg seit 2005 ein sogenanntes „Schmetterlingsgrab für stillgeborene Kinder“ (Frühchen unter 500 g), für die in Baden-Württemberg ein Bestattungsrecht besteht. Hier finden Eltern einen stillen Ort der Trauer.
Am 13. Mai 2006 wurde eine Gedenkstätte für an AIDS Verstorbene eingeweiht (siehe unten).
Seit einigen Jahren werden kunsthistorisch bedeutende und erhaltungswürdige Grabanlagen im Rahmen eines Denkmalschutz-Konzeptes neu belegt. Durch Übernahme einer Grabpatenschaft erwerben dabei Interessenten ein Belegungsrecht. Weil die Errichtungszeiten der so weitergenutzten Grabanlagen sich über den langen Zeitraum von rund 150 Jahren seit der Eröffnung der Friedhofsanlage erstrecken, ist jedes der Patenschafts-Gräber einzigartig.

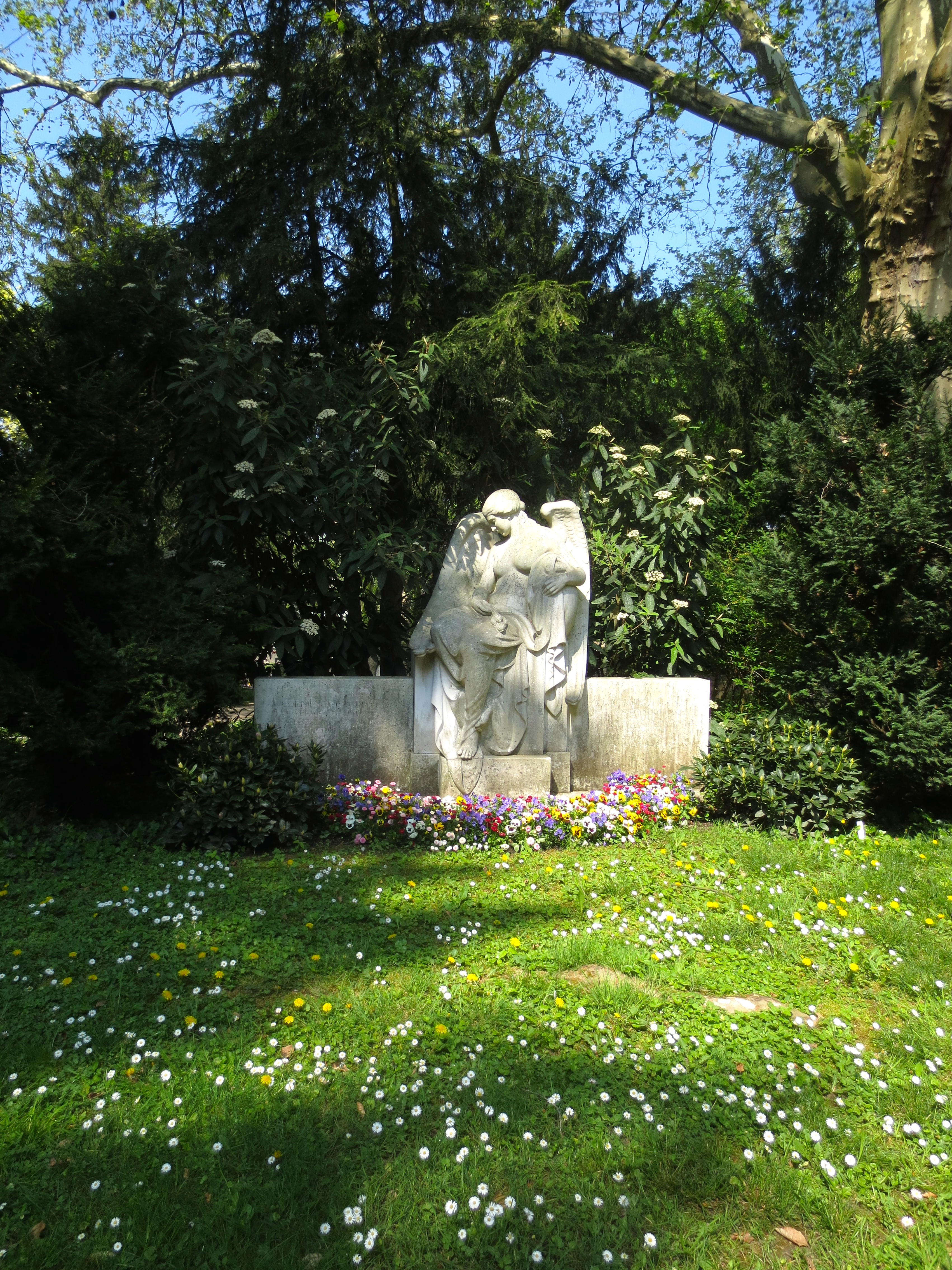
Skulptur aus Marmor: Morpheus (mit Kapseln des Schlafmohns in der Hand) in weiblicher Engelsgestalt

## Lagepläne

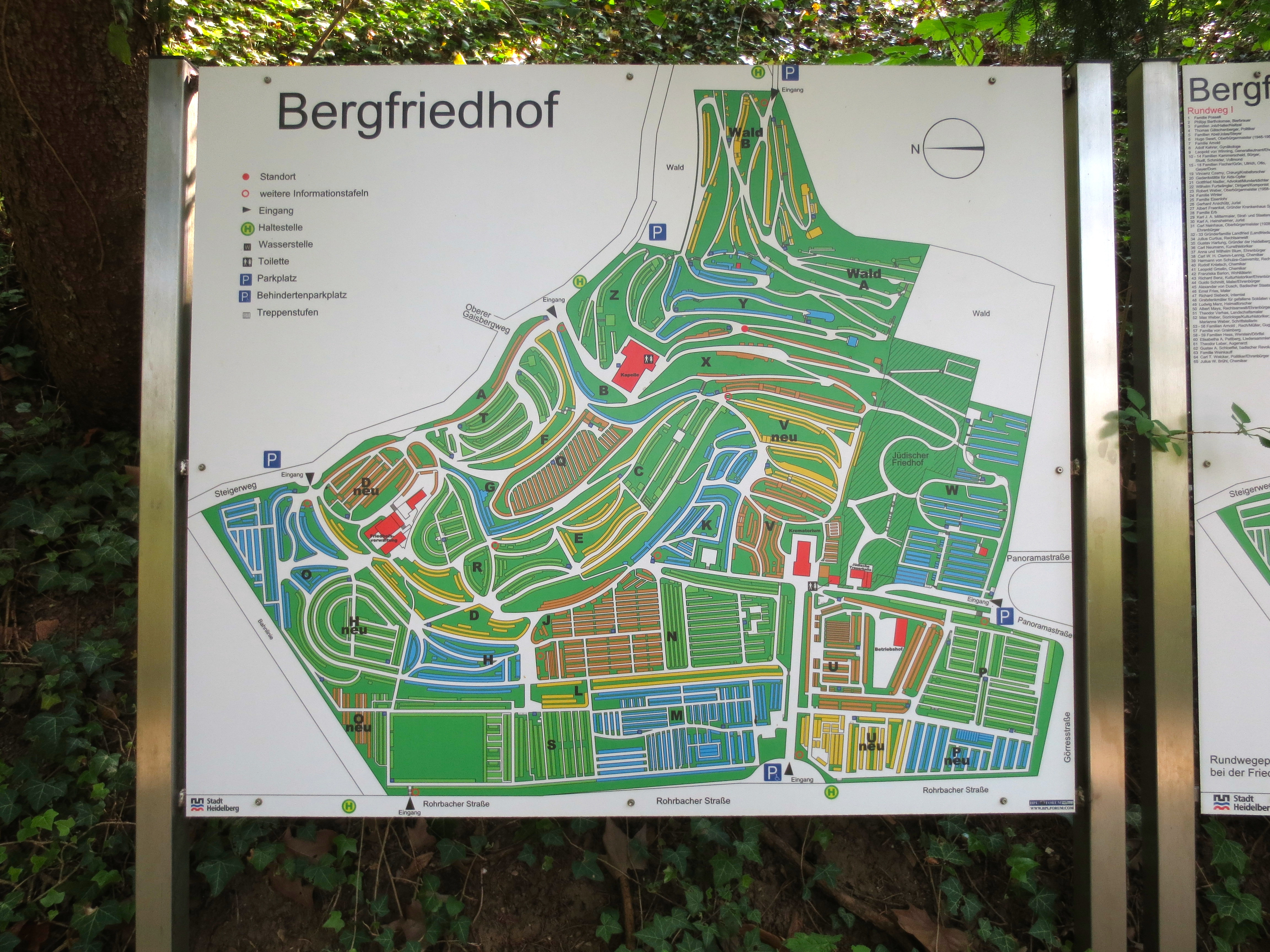
Lageplan der mit Buchstaben gekennzeichneten Abteilungen
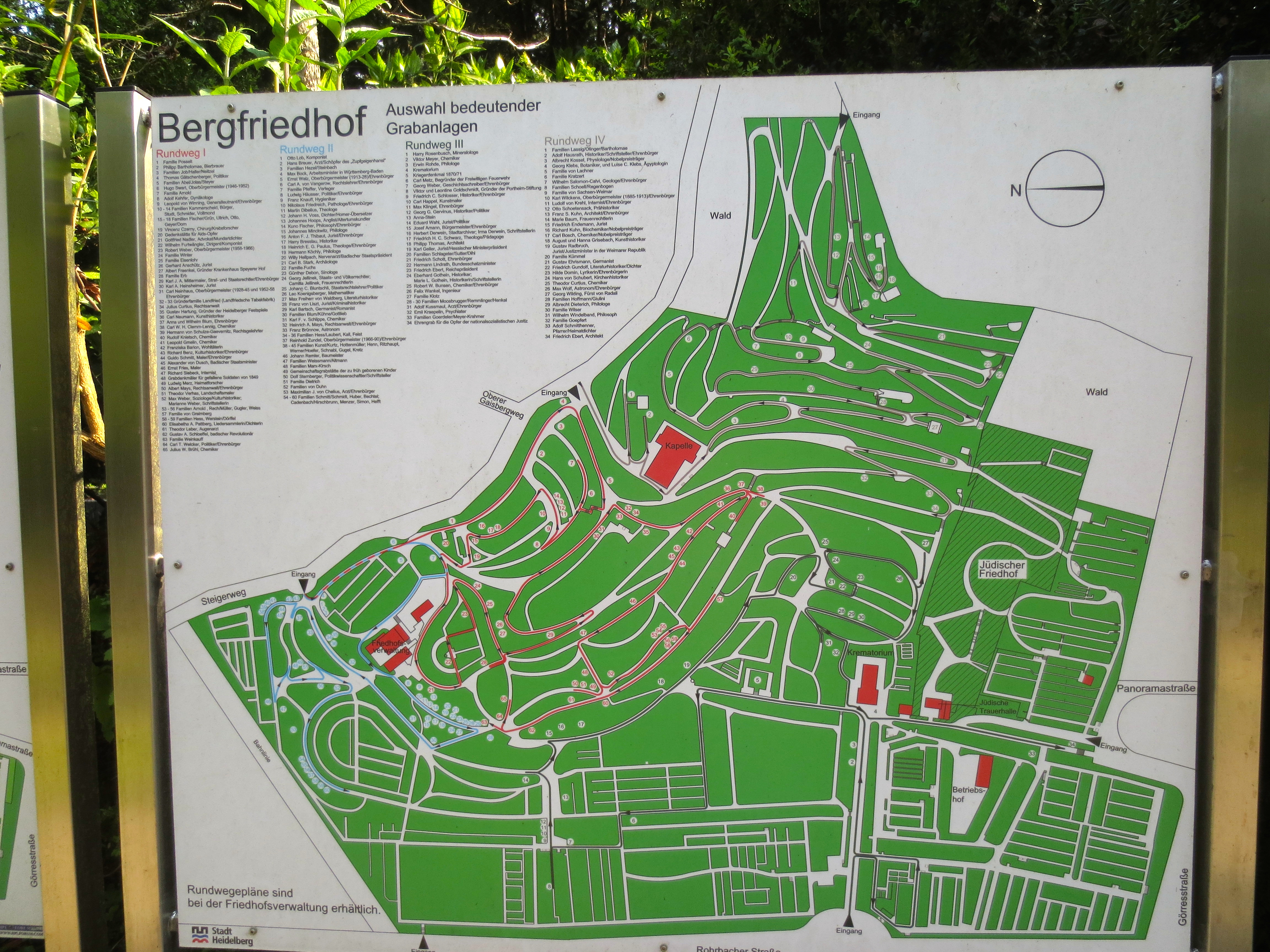
Lageplan mit Markierung der Grabanlagen bekannter Persönlichkeiten
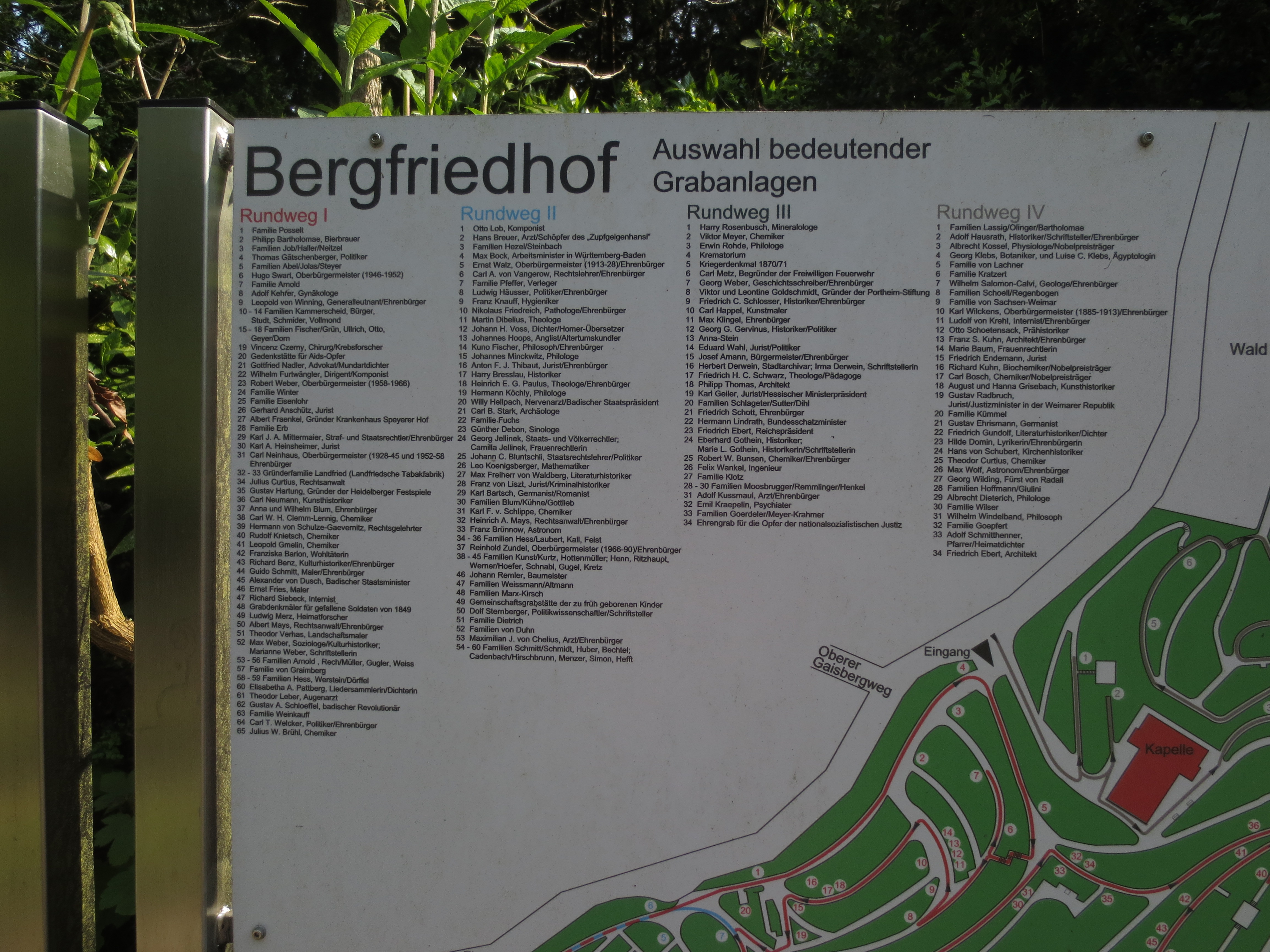
Ausschnitt: Auswahl bedeutender Grabanlagen (Liste mit Namen)

## Denkmale

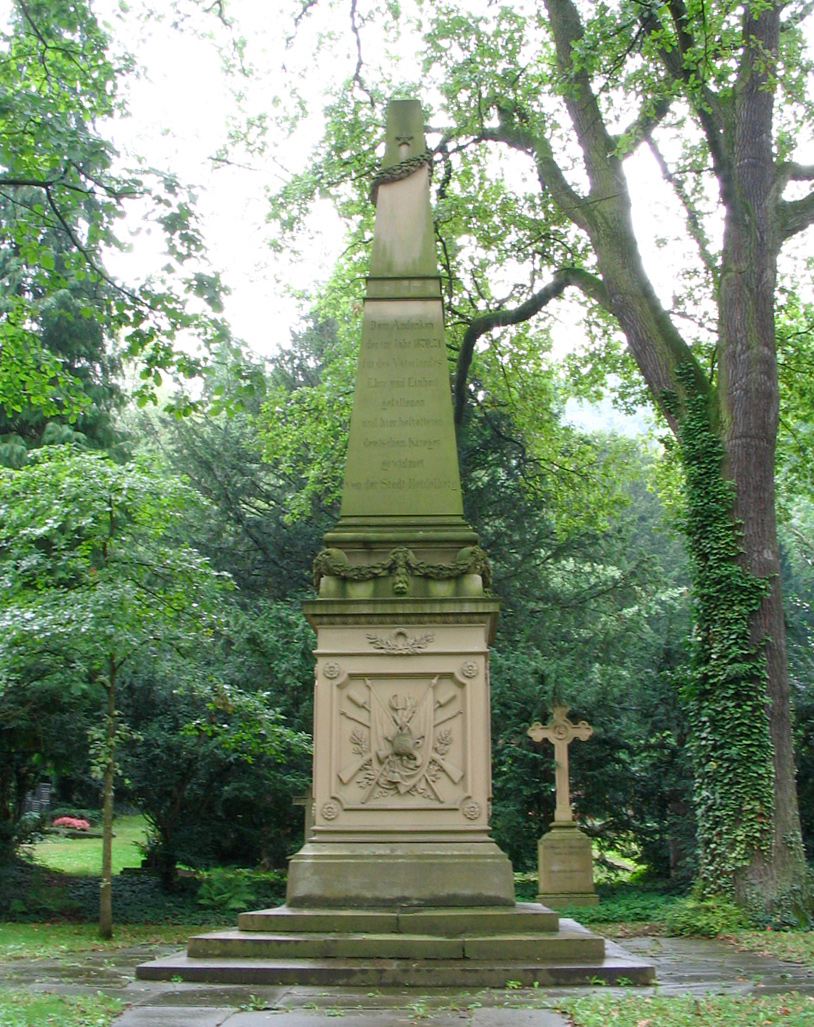
Denkmal Deutsch-Französischer Krieg

Denkmale erinnern an die Opfer der Konzentrationslager Auschwitz und Ravensbrück, an die während des Holocausts vernichtete Jüdische Gemeinde in Heidelberg, an die Widerstandsgruppe des sogenannten Goerdeler-Kreises um Karl Friedrich Goerdeler, und an die Gefallenen des Deutsch-Französischen Krieges 1870/71. An der Gedenkstätte für die Opfer des Nationalsozialismus wird an 27 antifaschistische Widerstandskämpfer erinnert.

## Liste bedeutender auf dem Bergfriedhof bestatteter Personen
Zu den vielen Persönlichkeiten, die auf dem Heidelberger Bergfriedhof ihre letzte Ruhestätte gefunden haben, zählen der Reichspräsident Friedrich Ebert, der Dirigent und Komponist Wilhelm Furtwängler, der Dichter und Literaturwissenschaftler Friedrich Gundolf, die Chemiker und Forscher Robert Bunsen und Carl Bosch, der Chirurg und Krebsforscher Vincenz Czerny, der Astronom Max Wolf, der Anthropologe und Prähistoriker Otto Schoetensack, der Dichter und Übersetzer Johann Heinrich Voß, der Theologe Martin Dibelius, der Erfinder Felix Wankel, der Rechtsphilosoph Gustav Radbruch, der Staats- und Völkerrechtler Georg Jellinek, der Rechtswissenschaftler Oskar von Bülow, der Soziologe Max Weber, der Priester Alfons Beil, die Dichterin Hilde Domin und viele weitere (siehe Liste unten).
Lage der Gräber
- A–B

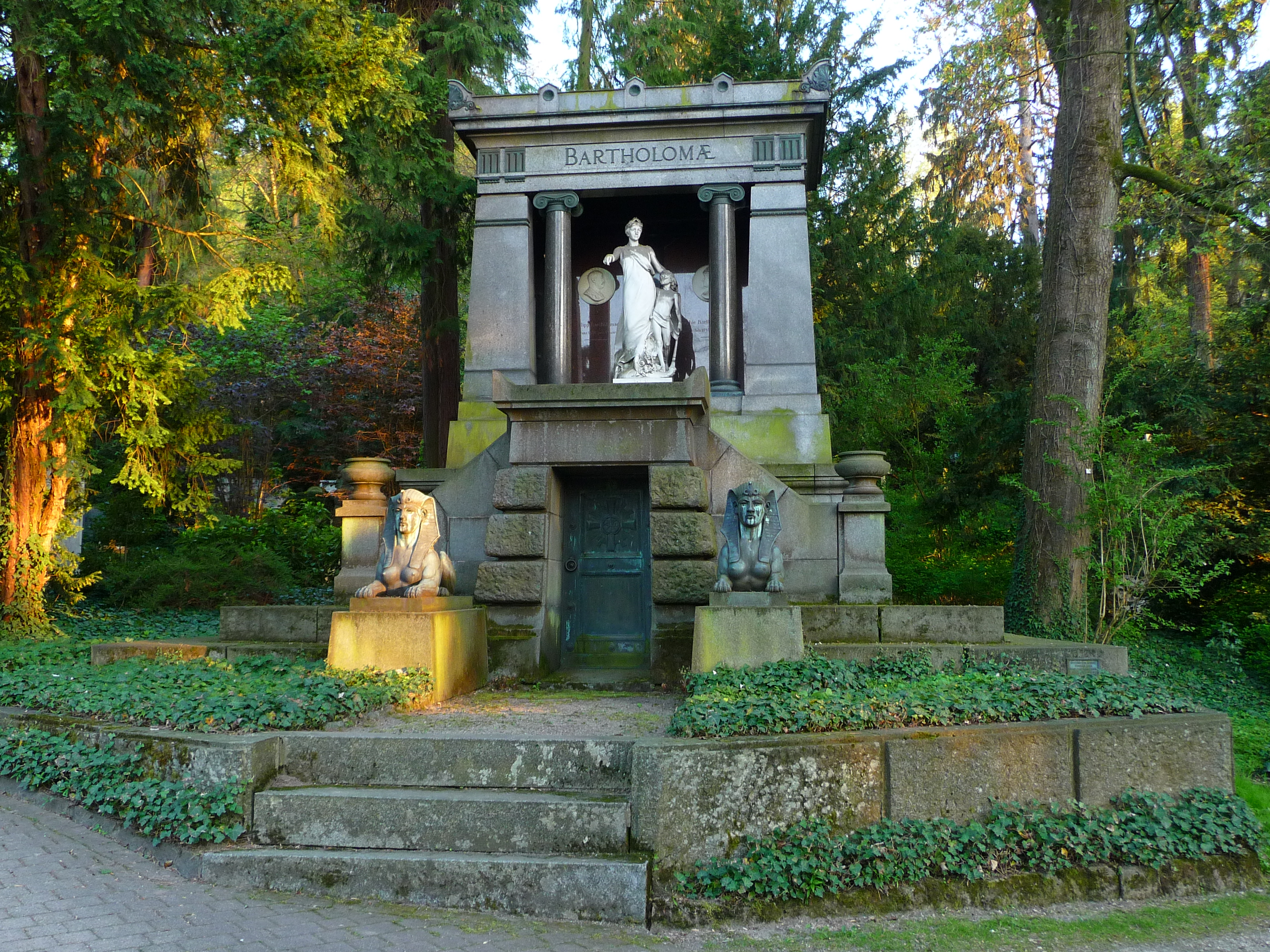
Mausoleum der Familie Bartholomae

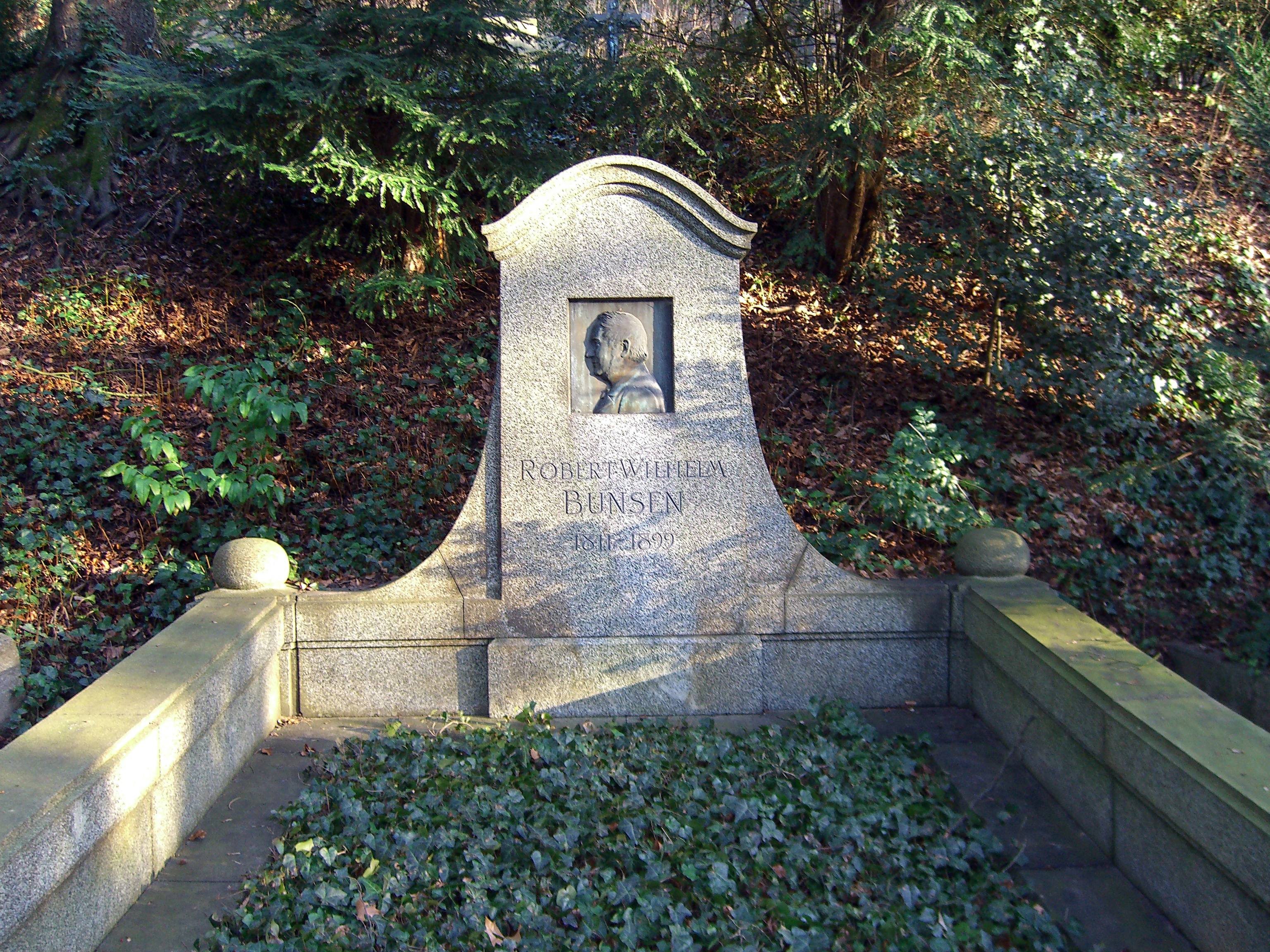
Grab von Robert Wilhelm Bunsen

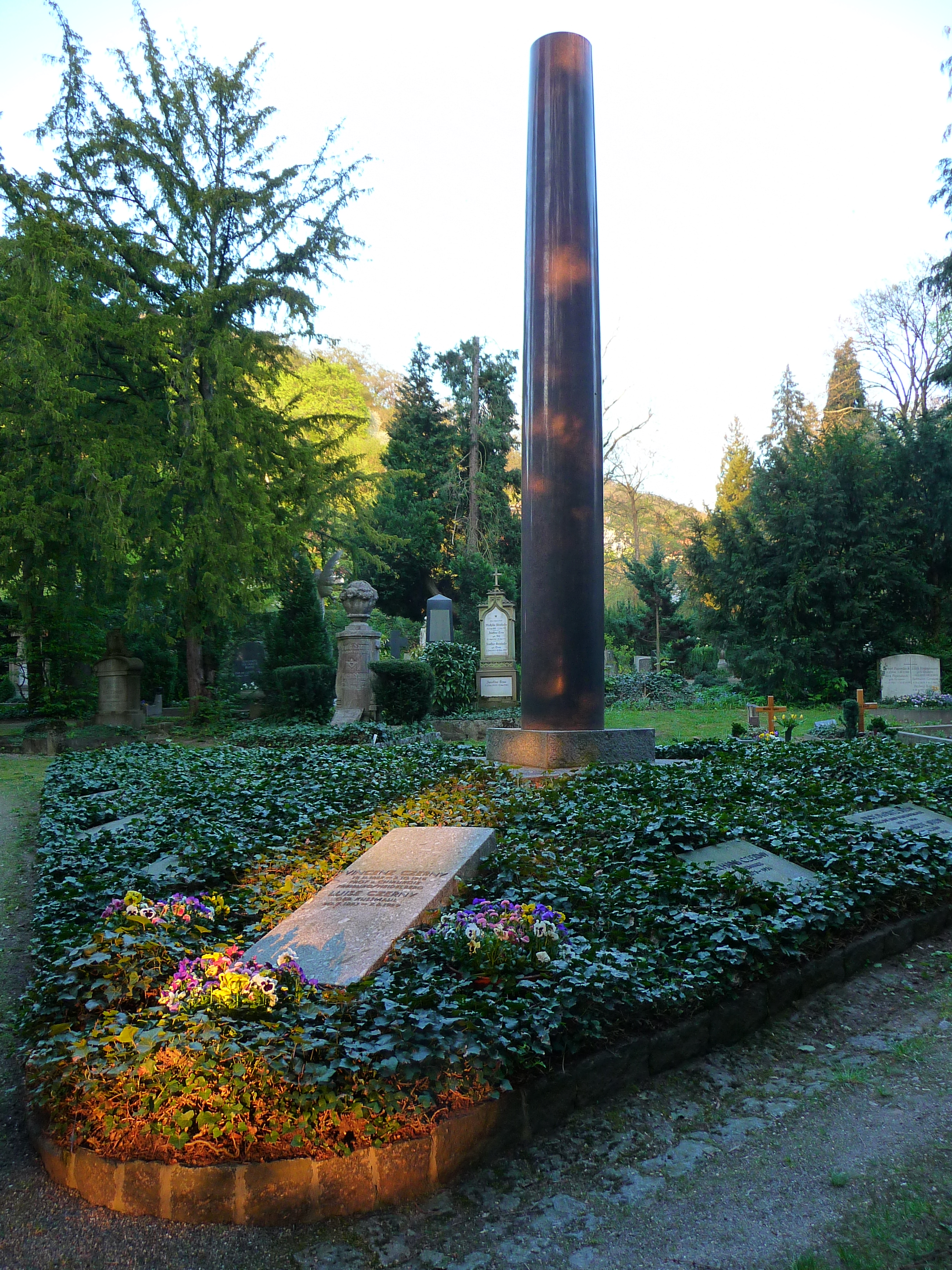
Grab von Vincenz Czerny

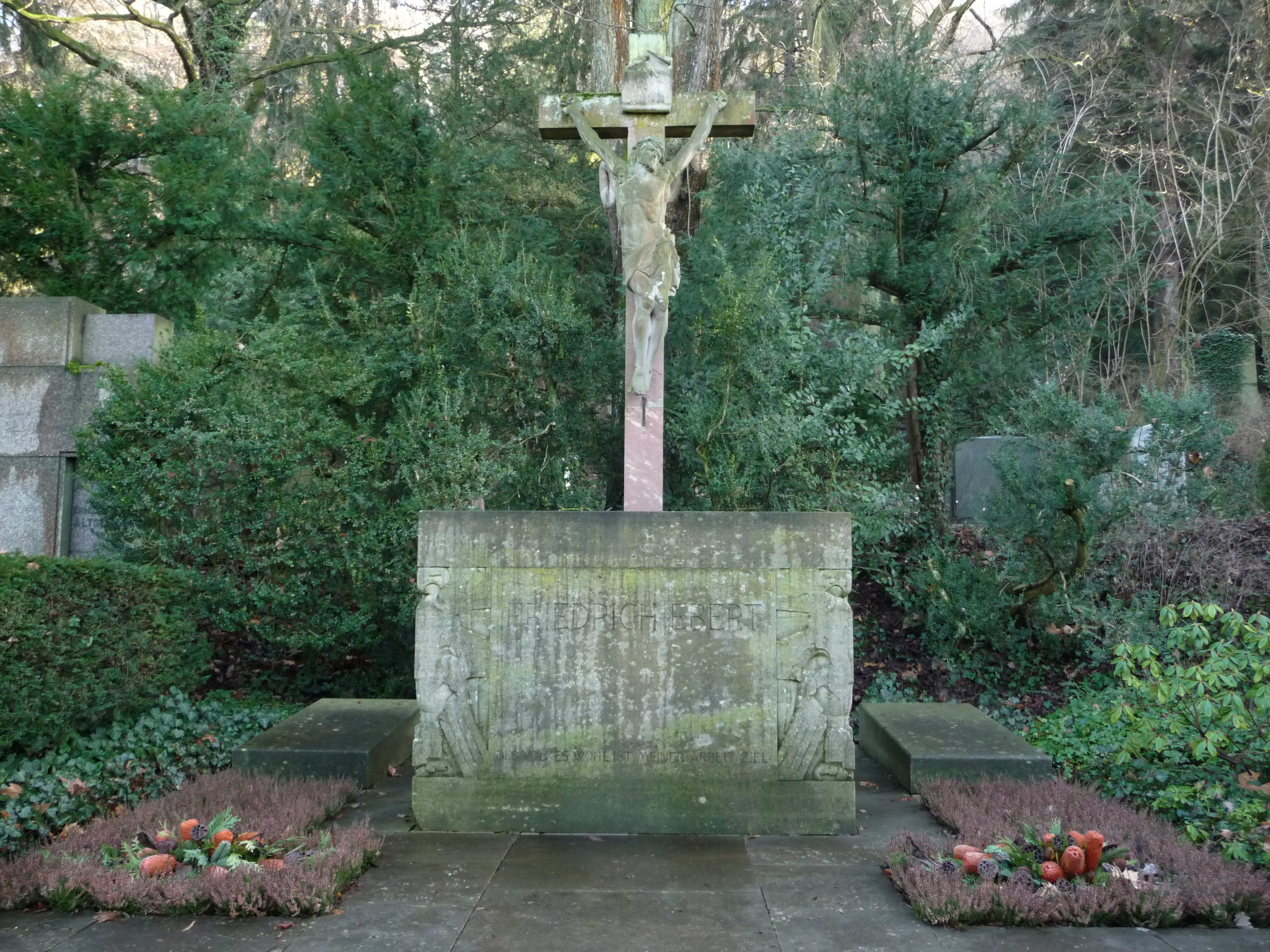
Friedrich-Ebert-Gedenkstätte

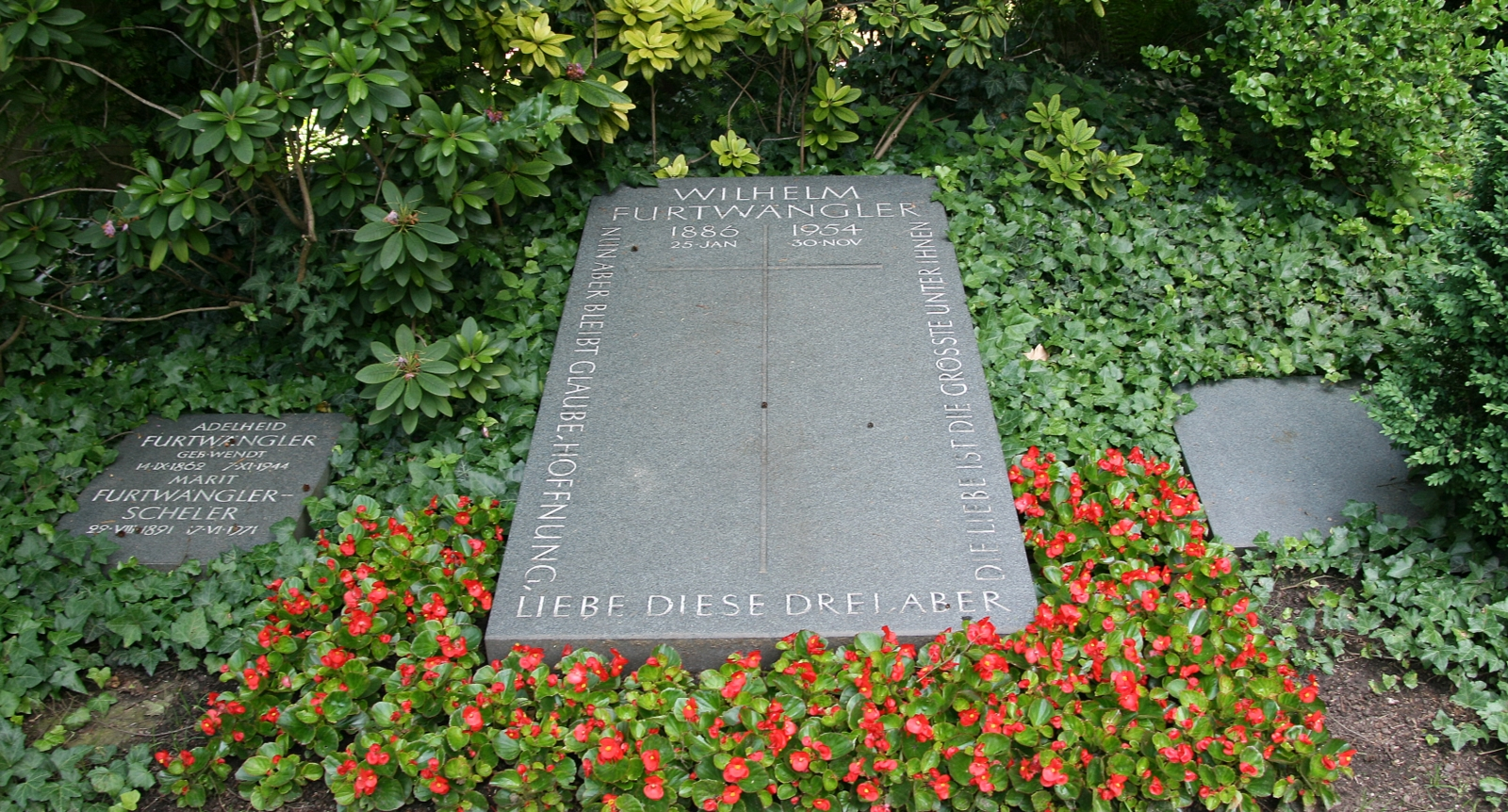
Grab von Wilhelm Furtwängler

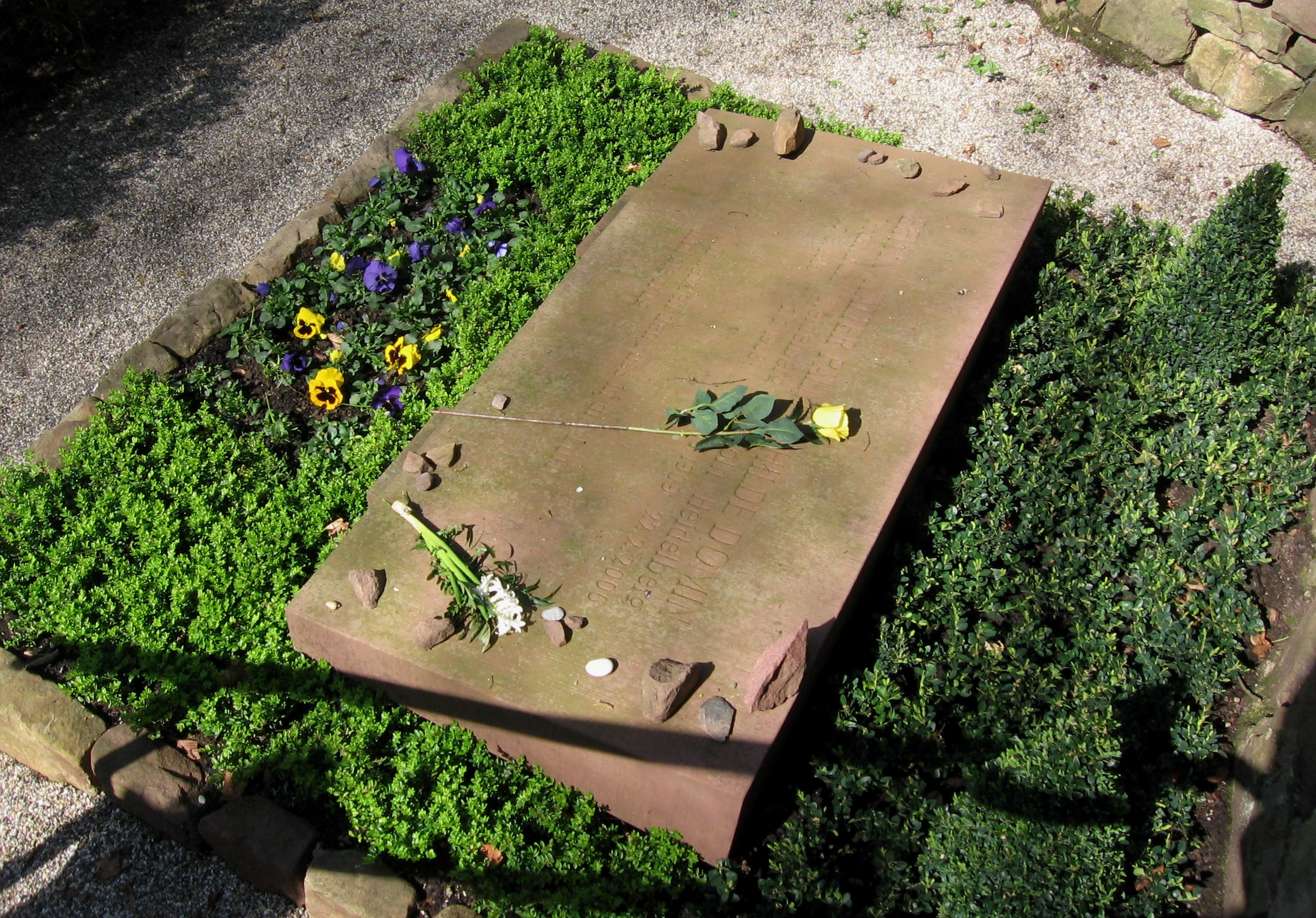
Ehrengrab Hilde Domin (Abt. WA) am Steigerweg

  - Gerhard Anschütz (1867–1948), Rechtswissenschaftler (Abt. G)
  - Friedrich Arnold (1803–1890), Anatom, Professor in Heidelberg (Abt. F)
  - Julius Arnold (1835–1915), Pathologe, Professor in Heidelberg (Abt. F)
  - Marie Baum (1874–1964), Sozialpolitikerin (Abt. WB)
  - Alfons Beil (1896–1997), katholischer Priester und Autor
  - Richard Benz (1884–1966), Kulturhistoriker, Honorarprofessor in Heidelberg (Abt. E)
  - Carl Ludwig Blum (1796–1869), Historiker und Geograph (Abt. B)
  - Wilhelm Blum (1831–1904), Politiker und Ehrenbürger von Heidelberg (Abt. B)
  - Johann Caspar Bluntschli (1808–1881), Rechtswissenschaftler, Professor in Heidelberg (Abt. D)
  - Heinrich Bornkamm (1901–1977), Theologe, Professor in Heidelberg
  - Carl Bosch (1874–1940), Chemiker, Nobelpreisträger (Abt. WB)
  - Hermann Braus (1868–1924), Mediziner und Anatom
  - Artur Brausewetter (1864–1946), evangelischer Pfarrer und Schriftsteller
  - Winfried Brugger (1950–2010), Rechtswissenschaftler, Professor in Heidelberg (Abt. D)
  - Julius Wilhelm Brühl (1850–1911), Chemiker, Professor in Heidelberg (Abt. R)
  - Hermann Karl Robert Buddensieg (1893–1976), deutscher Schriftsteller
  - Robert Wilhelm Bunsen (1811–1899), Chemiker, Professor in Heidelberg (Abt. V)
  - Oskar von Bülow (1837–1907), Rechtswissenschaftler (Abt. Z)
- C–D
  - Moritz Cantor (1829–1920), Mathematikhistoriker, Honorarprofessor in Heidelberg (Abt. Q)
  - Maximilian Joseph von Chelius (1794–1876), Augenarzt und Chirurg, Professor in Heidelberg, Ehrenbürger von Heidelberg (Abt. H neu)
  - Julius Curtius (1877–1948), Jurist, Reichsaußen- und -wirtschaftsminister (Abt. B)
  - Theodor Curtius (1857–1928), Chemiker, Professor in Heidelberg (Abt. WA)
  - Vincenz Czerny (1842–1916), Chirurg, Professor in Heidelberg (Abt. T)
  - Herbert Derwein (1893–1961), Historiker, Leiter des Heidelberger Stadtarchivs (Abt. J)
  - Martin Dibelius (1883–1947), Theologe, Professor in Heidelberg (Abt. D)
  - Albrecht Dieterich (1866–1908), Philologe, Professor in Heidelberg (Abt. Y)
  - Hilde Domin (1909–2006), Schriftstellerin (Abt. WA)
  - Friedrich von Duhn (1851–1930), Archäologe, Professor in Heidelberg (Abt. O)
  - Alexander von Dusch (1789–1876), badischer Außenminister (Abt. E)
- E–F
  - Friedrich Ebert (1850–1914), Architekt (Abt. X)
  - Friedrich Ebert (1871–1925), Reichspräsident (Abt. V neu)
  - Louise Ebert (1873–1955), Ehefrau von Friedrich Ebert
  - August Eisenlohr (1832–1902), Ägyptologe, Honorarprofessor in Heidelberg (Abt. G)
  - Friedrich Eisenlohr (1831–1904), Mathematiker, Professor in Heidelberg (Abt. G)
  - Friedrich Endemann (1857–1936), Jurist, Professor in Heidelberg (Abt. WB)
  - Wilhelm Heinrich Erb (1840–1921), Neurologe, Professor in Heidelberg (Abt. R)
  - Hans Gerhard Evers (1900–1993), Kunsthistoriker (Abt. V neu)
  - Kuno Fischer (1824–1907), Philosoph, Professor in Heidelberg (Abt. D)
  - Albert Fraenkel (1864–1938), Arzt, Professor in Heidelberg (Abt. G)
  - Nikolaus Friedreich (1825–1882), Pathologe, Professor in Heidelberg (Abt. D)
  - Ernst Fries (1801–1833), Landschaftsmaler (Abt. E)
  - Wilhelm Furtwängler (1886–1954), Dirigent und Komponist, Ehrenbürger von Mannheim (Abt. R)
- G–H
  - Karl Geiler (1878–1953), Rechtswissenschaftler, Rektor der Uni Heidelberg (Abt. K)
  - Georg Gottfried Gervinus (1805–1871), Historiker, Professor in Heidelberg (Abt. H)
  - Leopold Gmelin (1788–1853), Chemiker, Professor in Heidelberg (Abt. E)
  - Victor Mordechai Goldschmidt (1853–1933), Mineraloge, Professor in Heidelberg (Abt. S)
  - Eberhard Gothein (1853–1923), Nationalökonom, Professor in Heidelberg (Abt. V neu)
  - Charles de Graimberg (1774–1864), Künstler und Sammler von Altertümern (Abt. C)
  - Maria Gräfin Graimberg-Bellau (1879–1965), Sozialreformerin (Abt. C)
  - August Grisebach (1881–1950), Kunsthistoriker, Professor in Heidelberg (Abt. WB)
  - Hanna Grisebach (1899–1988), Kunsthistorikerin, Professorin in Heidelberg (Abt. WB)
  - Friedrich Gundolf (1880–1931), Dichter, Literaturwissenschaftler, Professor in Heidelberg (Abt. WA)
  - Gustav Hartung (1887–1946), Theaterleiter und Regisseur (Abt. Q)
  - Oliver Hasenfratz (1966–2001), Filmschauspieler, Krimiserien (Abt. Y)
  - Adolf Hausrath (1837–1909), Theologe, Professor in Heidelberg (Abt. D)
  - Ludwig Häusser (1818–1867), Historiker, Professor in Heidelberg, Ehrenbürger von Heidelberg (Abt. D)
  - Karl Heinsheimer (1869–1929), Jurist, Rektor der Uni Heidelberg (Abt. Q)
  - Willy Hellpach (1877–1955), Psychologe und Politiker (Abt. D)
  - Jakob Henkenhaf (1855–1927), Architekt (Abt. Y)
  - Johann Hoffmann (1857–1919), Neurologe, Familiengrabanlage Hoffmann/Giulini (Abt. Y)
  - Johannes Hoops (1865–1949), Anglist und Mediävist, Rektor der Uni Heidelberg (Abt. D)
- J–K
  - Elsbeth Janda (1923–2005), Moderatorin, Schauspielerin und Autorin, Columbarium im Krematorium
  - Camilla Jellinek (1860–1940), Frauenrechtlerin und Juristin (Abt. D)
  - Georg Jellinek (1851–1911), Staatsrechtler, Professor in Heidelberg (Abt. D)
  - Gert Kalow (1921–1991), Publizist, Redakteur des Abendstudios des Hessischen Rundfunks (Abt. D)
  - Ferdinand Adolf Kehrer (1837–1914), Gynäkologe, Professor in Heidelberg (Abt. T)
  - Franz Knauff (1835–1920), Hygieniker, Professor in Heidelberg (Abt. D)
  - Rudolf Knietsch (1854–1906), Chemiker (Abt. C)
  - Albrecht Kossel (1853–1927), Physiologe, Professor in Heidelberg (Abt. X)
  - Walther Kossel (1888–1956), Physiker (Abt. X)
  - Hermann Köchly (1815–1876), Altphilologe, Professor in Heidelberg (Abt. D)
  - Leo Königsberger (1837–1921), Mathematiker, Professor in Heidelberg (Abt. D)
  - Karl Korz (1932–2016), Kommunalpolitiker
  - Emil Kraepelin (1856–1926), Psychiater (Abt. V)
  - Ludolf von Krehl (1861–1937), Mediziner (Abt. D)
  - Richard Kuhn (1900–1967), Chemiker, Nobelpreisträger (Abt. WB)
  - Adolf Kußmaul (1822–1902), Arzt, Professor in Heidelberg, Ehrenbürger von Heidelberg (Abt. V)
  - Wilhelm Kühne (1837–1900), Physiologe, Professor in Heidelberg (Abt. D)
- L–M
  - Theodor Leber (1840–1917), Ophthalmologe, Professor in Heidelberg (Abt. R)
  - Ernst Anton Lewald (1790–1848), Theologe, Professor in Heidelberg
  - Hans Lewald (1883–1963), deutscher Rechtswissenschaftler
  - Hermann Lindrath (1896–1960), Politiker, Bundesminister 1957–1960 (Abt. V)
  - Franz von Liszt (1851–1919), Strafrechtler, Völkerrechtler, Reichstagsabgeordneter Professorenreihe (Abt. D)
  - Albert Mays (1818–1893), Kommunalpolitiker, Heimatgeschichtler und Kunstsammler (Abt. D)
  - Carl Metz (1818–1877), Unternehmer, Begründer des freiwilligen Feuerwehrwesens (Abt. L)
  - Victor Meyer (1848–1897), Chemiker, Professor in Heidelberg (Abt. N)
  - Johannes Minckwitz (1812–1885), Schriftsteller (Abt. D)
  - Johannes Minckwitz (1843–1901), Schachpublizist
  - Karl Josef Anton Mittermaier (1787–1867), Rechtswissenschaftler, Ehrenbürger von Heidelberg (Abt. E)
  - Franz Moufang (1893–1984), Kulturreferent, Friedensrichter, Kunstsammler (Abt. D)
  - Nicola Moufang (1886–1967), Kunsthistoriker und Kunstsammler (Abt. D)
- N–P
  - Karl Gottfried Nadler (1809–1849), Jurist und Pfälzer Mundartdichter (Abt. D)
  - Carl Neinhaus (1888–1965), Landtagspräsident, OB und Ehrenbürger von Heidelberg (Abt. Q)
  - Carl Neumann (1860–1934), Kunsthistoriker und Historiker (Abt. B)
  - Fritz Nötzoldt (1908–1987), Buchhändler und Autor, Columbarium im Krematorium
  - Auguste Pattberg (1769–1850), Dichterin (Abt. R)
  - Heinrich Eberhard Gottlob Paulus (1761–1851), Theologe, Professor in Heidelberg (Abt. D)
  - Ernst Posselt (1838–1907), Kaufmann und Kunstsammler (Abt. A)
  - Louis Posselt (1817–1880), Apotheker, später Prof. für Pharmazie an der Uni Heidelberg, Stifter der Posseltslust Louis Posselt (1817–1880), Grabstätte (Aufn. 2023)

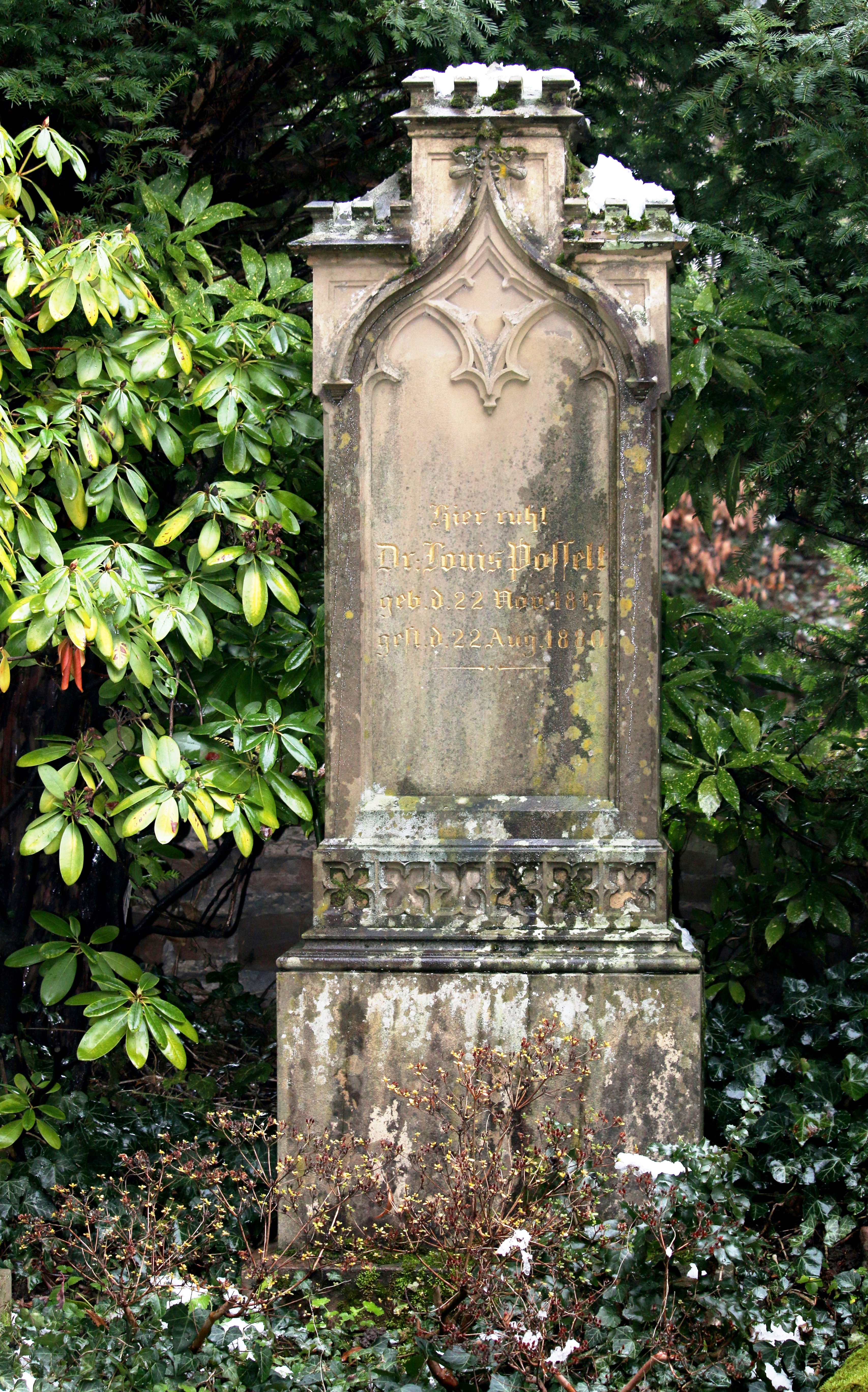
Louis Posselt (1817–1880), Grabstätte (Aufn. 2023)

  - Wilhelm Heinrich Posselt (1806–1877), Mediziner, isolierte zusammen mit Karl Ludwig Reimann als erster Nicotin aus der Tabakpflanze (Abt. A)

- R–S

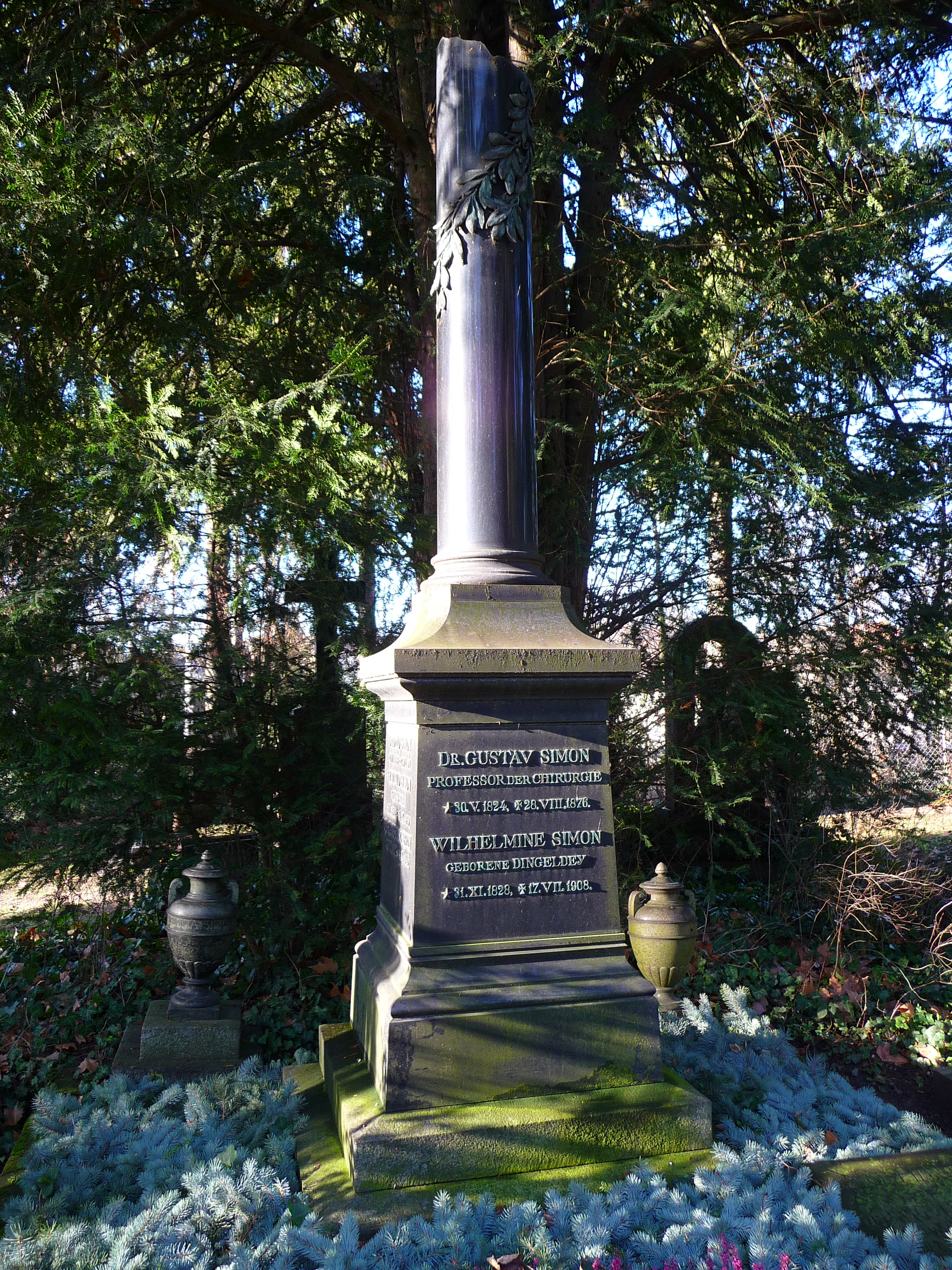
Grab von Gustav Simon

  - Gustav Radbruch (1878–1949), Rechtsphilosoph, Professor in Heidelberg (Abt. WA)
  - Hans Reffert (1946–2016),  Musiker, Komponist und bildender Künstler
  - Otto Regenbogen (1891–1966), Klassischer Philologe, Professor in Heidelberg (Abt. Y)
  - Erwin Rohde (1845–1898), Klassischer Philologe, Professor in Heidelberg (Abt. N)
  - Michael Roscher (1960–2005), Astrologe (Abt. WB)
  - Harry Rosenbusch (1836–1914), Geologe, Professor in Heidelberg (Abt. U neu)
  - Hans Runge  (1892–1964), deutscher Gynäkologe und Geburtshelfer, Professorenreihe (Abt. D)
  - Alexander Rüstow (1885–1963), Wirtschaftswissenschaftler, Professor in Heidelberg
  - Wilhelm Salomon-Calvi (1868–1941), ruht in Ankara, zu seinem Gedenken sind seine Lebensdaten eingehauen im Grabmal der Familie, in der (Abt.Y)
  - Alfred und Käthe Seitz, 1942 ermordete Widerstandskämpfer gegen das NS-Regime (Ehrengrab am Südeingang, 1951)
  - Gustav Simon (1824–1876), Chirurg, Professor in Heidelberg (Abt. H neu)
  - Albert Speer (1905–1981), NS-Funktionär, Kriegsverbrecher
  - Karl Bernhard Stark (1824–1879), Archäologe, Professor in Heidelberg (Abt. D)
  - Hugo Swart (1885–1952), Oberbürgermeister von Heidelberg (Abt. F)
- Sch

- - Oskar Schepp (1900–1986), Maler

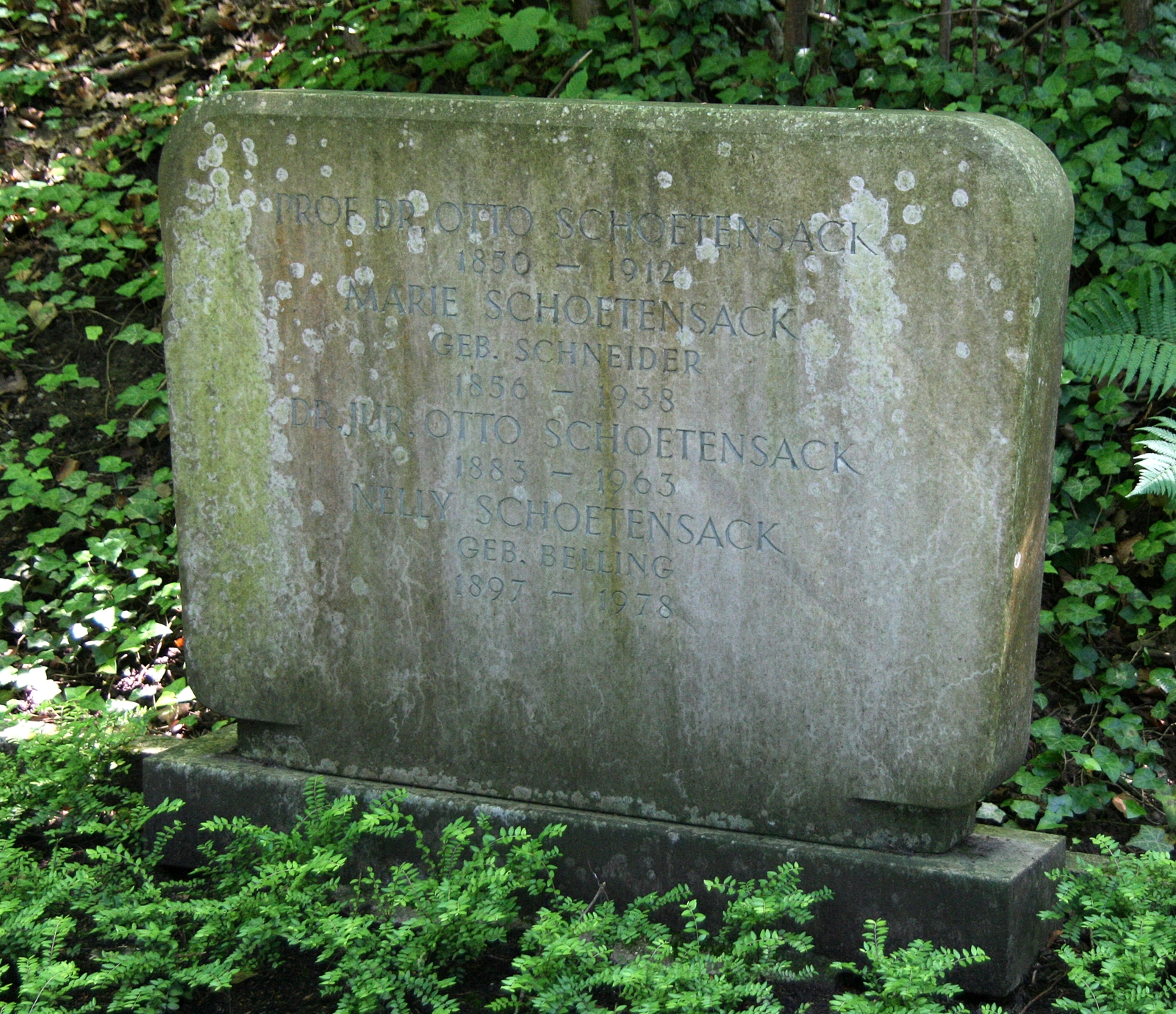
Familiengrab Otto Schoetensack (1850–1912).

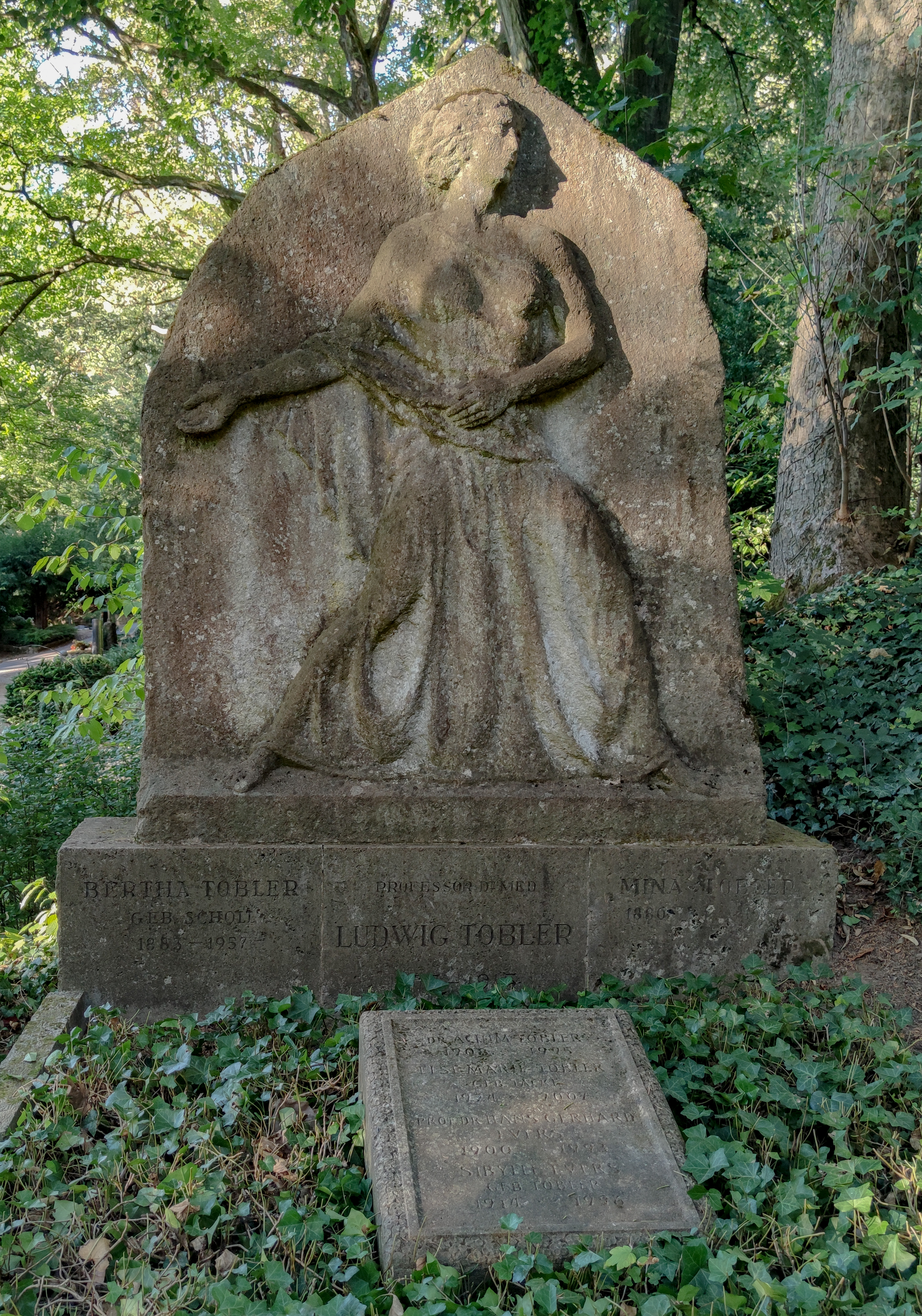
Familiengrab Tobler. Skulptur Die Säende des Schweizer Bildhauers Hermann Haller

  - Karl von Schlippe (1798–1867), Chemiker (Abt. D)
  - Friedrich Christoph Schlosser (1776–1861), Historiker, Professor in Heidelberg (Abt. C)
  - Gustav Adolph Schlöffel (1828–1849), Revolutionär (Abt. R)
  - Dieter Schmitt (Pilot) (1924–2013), Test- und Ferrypilot, Weltrekordhalter
  - Guido Philipp Schmitt (1834–1922), Maler, Ehrenbürger von Heidelberg (Abt. C)
  - Adolf Schmitthenner (1854–1907), Pfarrer und Heimatdichter (Abt. X)
  - Otto Schoetensack (1850–1912), Anthropologe, 1938 vom italienischen Friedhof in Ospedaletti umgebettet (Abt. WB)
  - Fritz Schöll (1850–1919), Philologe, Professor in Heidelberg (Abt. Y)
  - Ehrhart Schott (1879–1968), Chemiker und Unternehmer, Ehrenbürger von Nußloch (Abt. V)
  - Friedrich Schott (1850–1931), Chemiker und Politiker, Ehrenbürger von Heidelberg (Abt. V)
  - Hans von Schubert (1859–1931), Theologe und Historiker, Professor in Heidelberg (Abt. WA)
  - Hermann von Schulze-Gävernitz (1824–1888), Staatsrechtler, Professor in Heidelberg (Abt. C)
- T–V
  - Anton Friedrich Justus Thibaut (1772–1840), Rechtswissenschaftler, Rektor der Uni Heidelberg (Abt. D, Gebeine 1875 vom St.-Anna-Friedhof umgebettet) (Abt. D)
  - Achim Tobler (1908–1995), schweizerisch-deutscher Jurist, Volkswirt und Industriemanager (Abt V neu)
  - Ludwig Tobler (1877–1915), Schweizer Pädiater, zeitweise kommissarischer Leiter der Kinderklinik Heidelberg (Abt. V neu)
  - Mina Tobler (1880–1967), Schweizer Pianistin (Abt. V neu)
  - Dmitrij Tschižewskij (1894–1977), Slawist, Professor in Heidelberg, studierte bei Martin Heidegger und Karl Jaspers Philosophie
  - Karl Adolph von Vangerow (1808–1870), Rechtswissenschaftler, Professor in Heidelberg (Abt. D neu)
  - Theodor Verhas (1811–1872), Maler und Zeichner (Abt. D)
  - Johann Heinrich Voß (1751–1826), Dichter, Professor in Heidelberg (Abt. D)
- W–Z
  - Eduard Wahl (1903–1985), Rechtswissenschaftler, Professor in Heidelberg, MdB 1949–1969 (Abt. H)
  - Max von Waldberg (1858–1938), Sprach- und Literaturwissenschaftler, Professor in Heidelberg (Abt. D)
  - Ernst Walz (1859–1941), Oberbürgermeister und Ehrenbürger von Heidelberg (Abt. D neu)
  - Felix Wankel (1902–1988), Maschinenbauingenieur und Erfinder des Wankelmotors (Abt. V neu)
  - Georg Weber (1808–1888), Historiker und Klassischer Philologe (Abt. L)
  - Marianne Weber (geb. Schnitger, 1870–1954), Frauenrechtlerin und Rechtshistorikerin (Abt. E)
  - Max Weber (1864–1920), Soziologe, Jurist, National- und Sozialökonom (Abt. E)
  - Robert Weber (1906–1987), Kommunalpolitiker, 1958–1966 Oberbürgermeister von Heidelberg (Abt. R)
  - Johannes Weiß (1863–1914), evangelischer Theologe (Abt. L)
  - Carl Theodor Welcker (1790–1869), Jurist, Hochschullehrer und liberaler Politiker (Abt. R)
  - Karl Wilckens (1851–1914), Kommunalpolitiker, Oberbürgermeister von Heidelberg 1885–1913 (Abt. Y)
  - Ludwig Wilser (1850–1923), Schriftsteller und Rassenhistoriker (Abt. Y)
  - Wilhelm Windelband (1848–1915), Philosoph, Professor und Begründer der Südwestdeutschen oder „Badischen Schule“ (Abt. X)
  - Max Wolf (1863–1932), Astronom (Abt. WB)
  - Reinhold Zundel (1930–2008), Kommunalpolitiker, OB 1966–1990 und Ehrenbürger von Heidelberg (Abt. O)

## Gedenkstätte für an AIDS Verstorbene

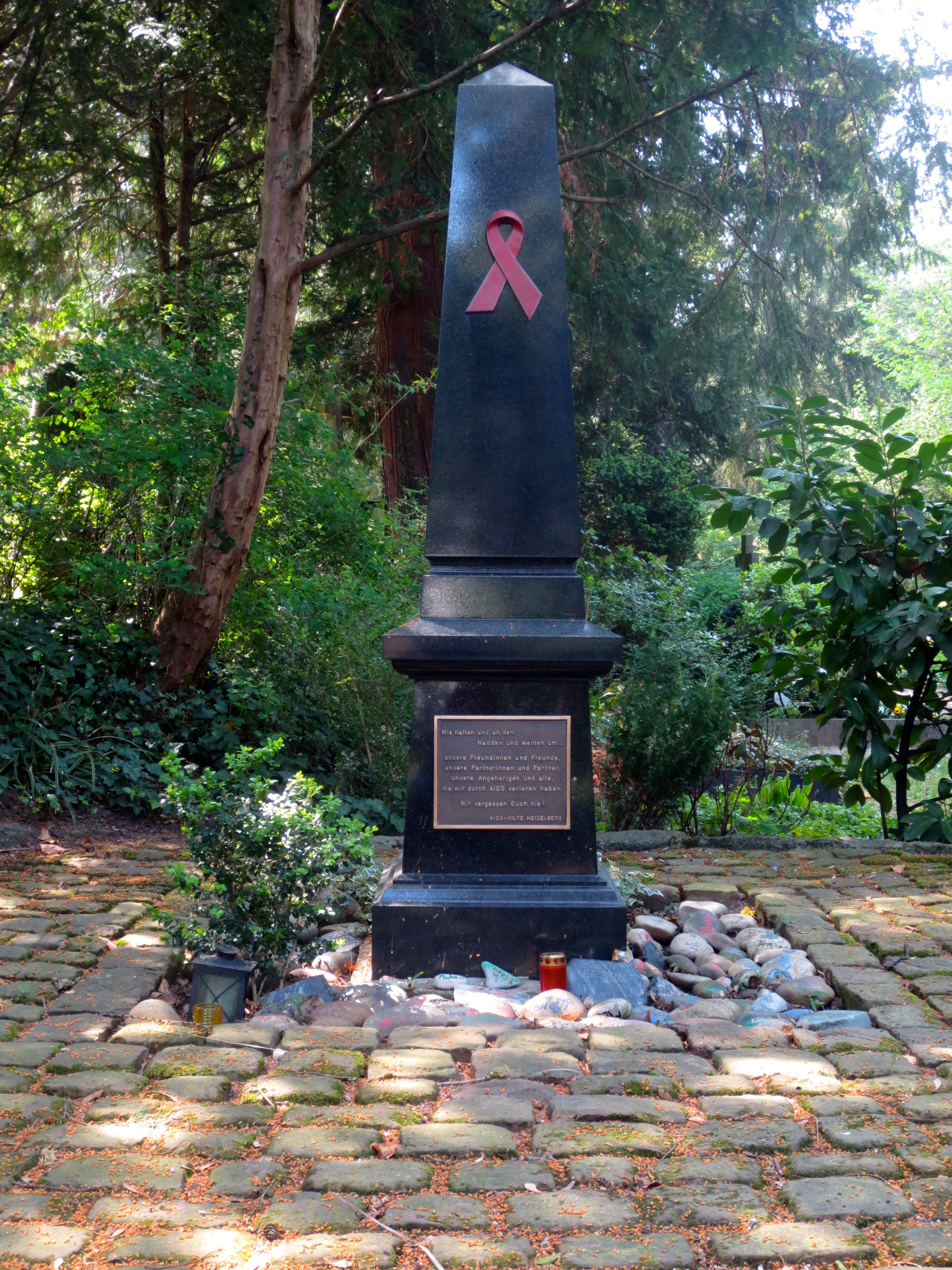
Gedenkstätte mit Obelisk

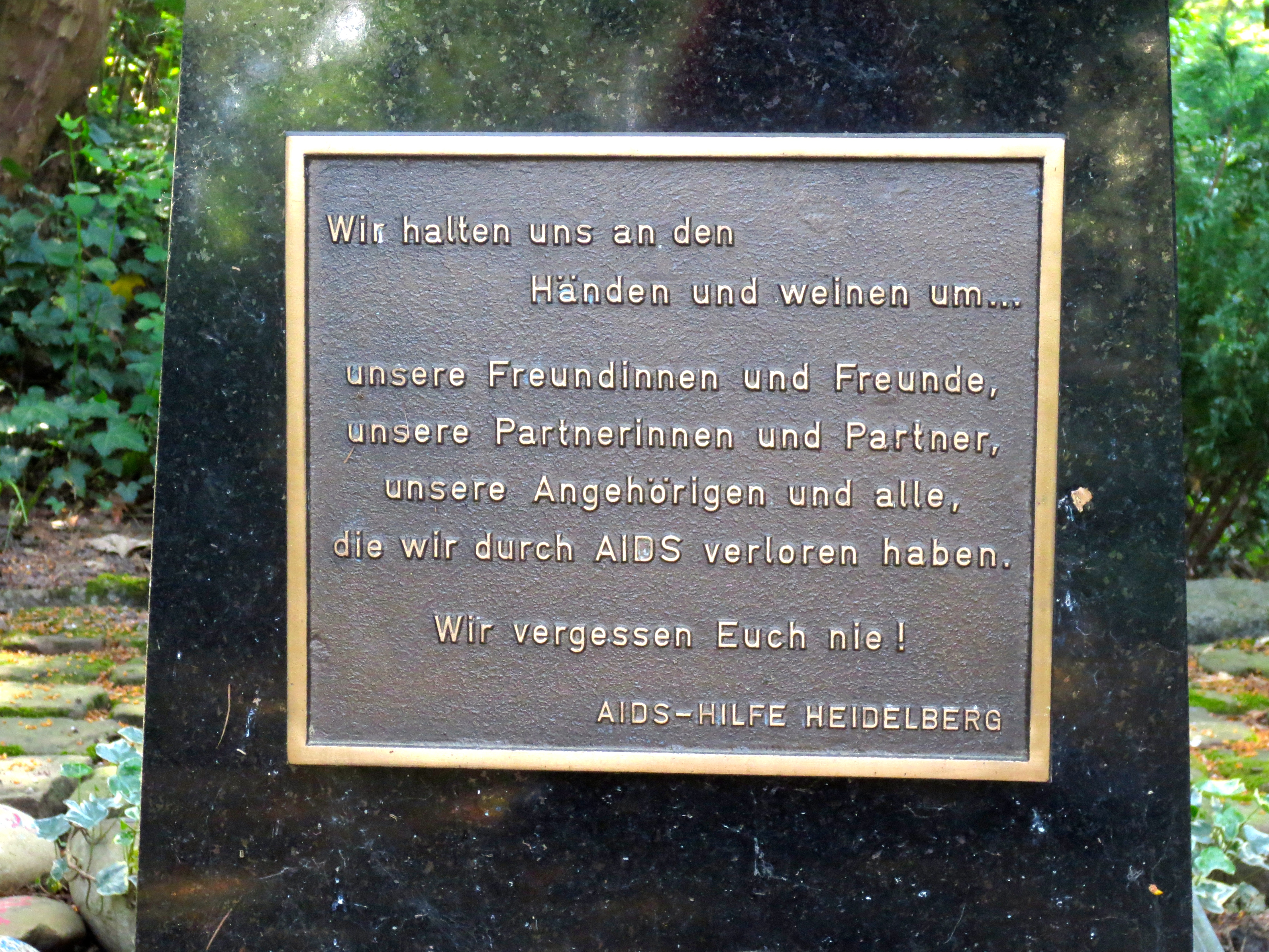
Tafel auf dem Obelisken

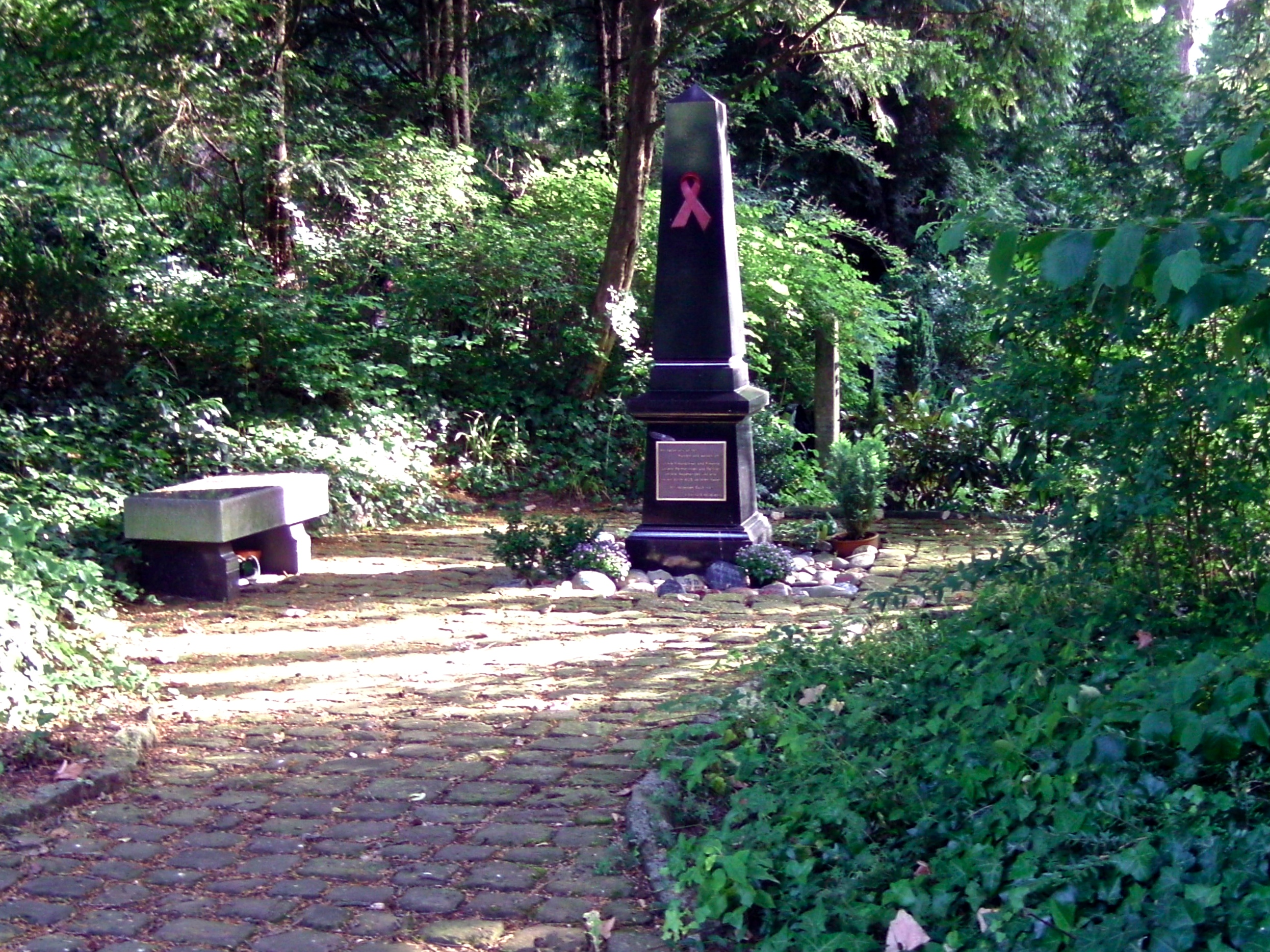
Bank und Obelisk an der Gedenkstätte

Am 13. Mai 2006 wurde die Gedenkstätte für an AIDS Verstorbene eingeweiht. Die Stadt Heidelberg hat diesen Ort des Gedenkens in Zusammenarbeit mit dem Liegenschaftsamt, dem Landschaftsamt und der Friedhofsverwaltung auf eigene Kosten eingerichtet und würdigt damit die engagierte Arbeit der AIDS-Hilfe Heidelberg. Einmal jährlich, anlässlich des Welt-AIDS-Tages am 1. Dezember, richtet die AIDS-Hilfe Heidelberg für Angehörige und Freunde der Verstorbenen eine kleine Feier an der Gedenkstätte aus.
In der Mitte des kleinen Platzes steht ein Obelisk aus schwarzem Granit. Auf dem Obelisken ist oben die rote AIDS-Schleife zu sehen. Auf dem Sockel ist eine Bronzetafel mit Worten des Gedenkens angebracht:
Wir halten uns an den Händen und weinen um…

unsere Freundinnen und Freunde,

unsere Partnerinnen und Partner,

unsere Angehörigen und alle,

die wir durch AIDS verloren haben.

Wir vergessen Euch nie!

AIDS-HILFE HEIDELBERG
Die Bodenfläche um den Obelisken wurde bis zu der begrenzenden Bepflanzung hin mit altem Sandstein-Kopfsteinpflaster ausgelegt. Eigens für den Gedenkort wurde eine Bank aus Granit aufgestellt (der Granit stammt aus dem Abraum einer alten Grabanlage). Angehörige und Freunde können zum Gedenken an die Verstorbenen bemalte und beschriftete Steine in einem Karree um den Obelisken niederlegen (siehe Bilder unten).

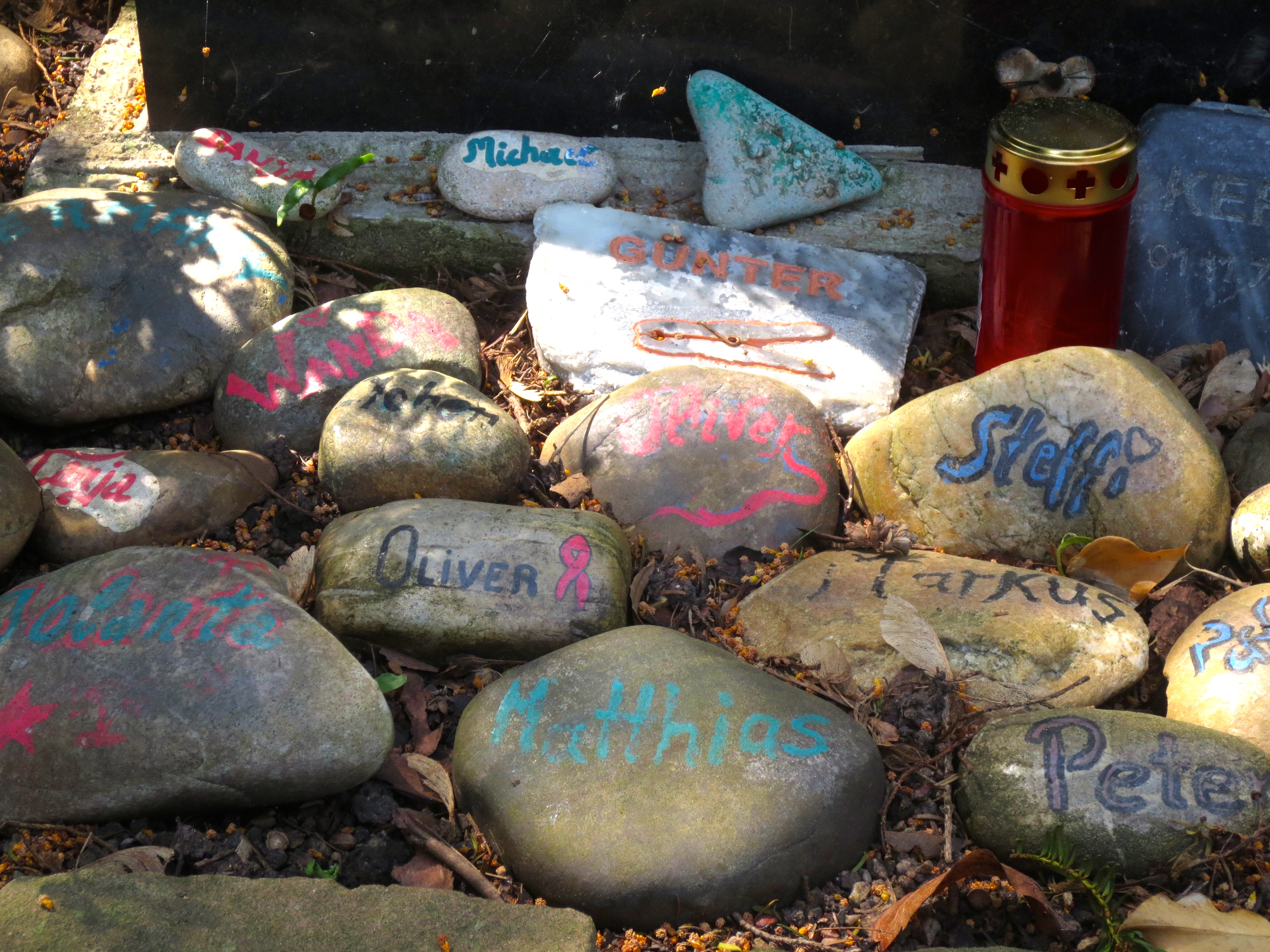
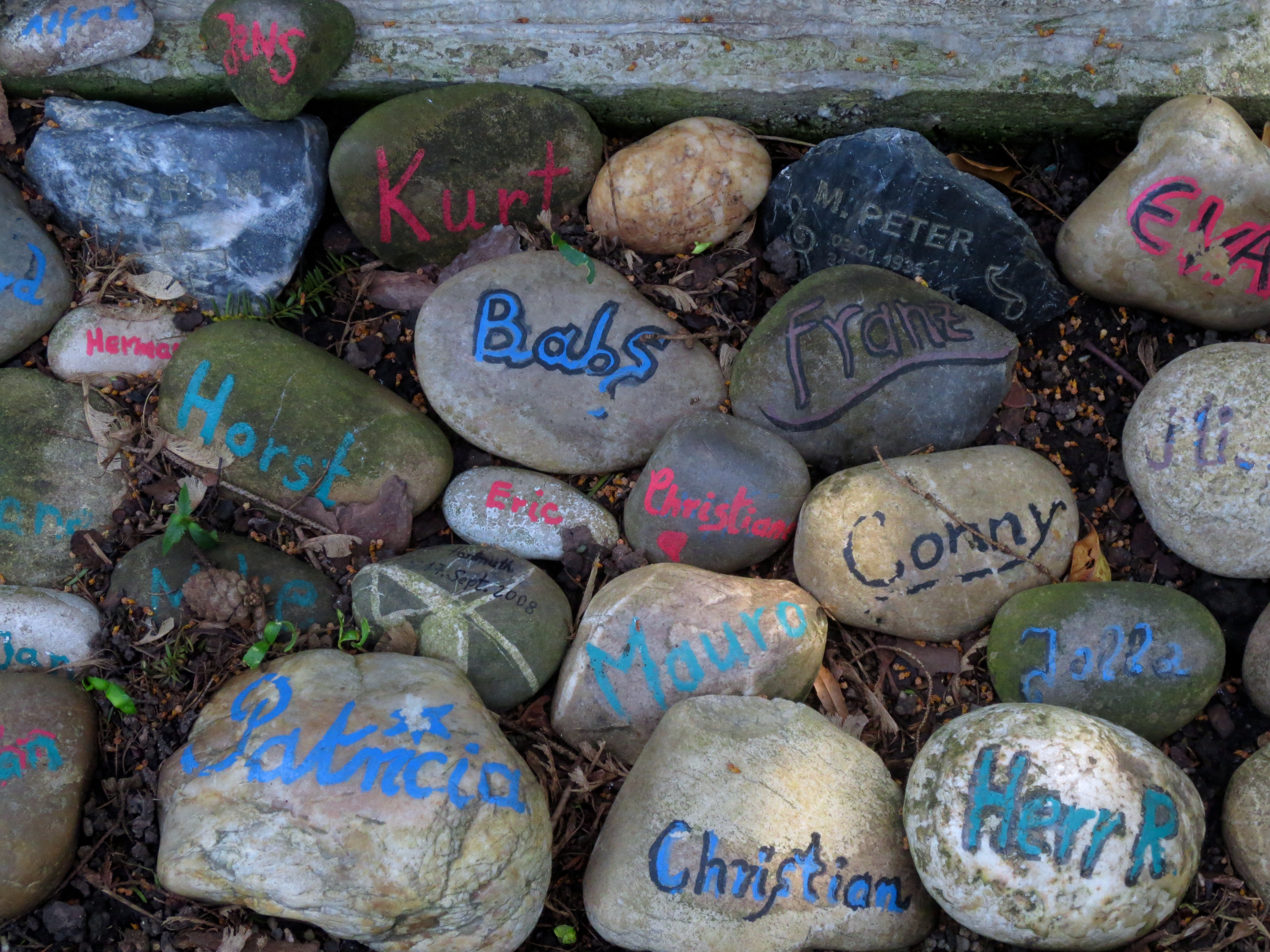
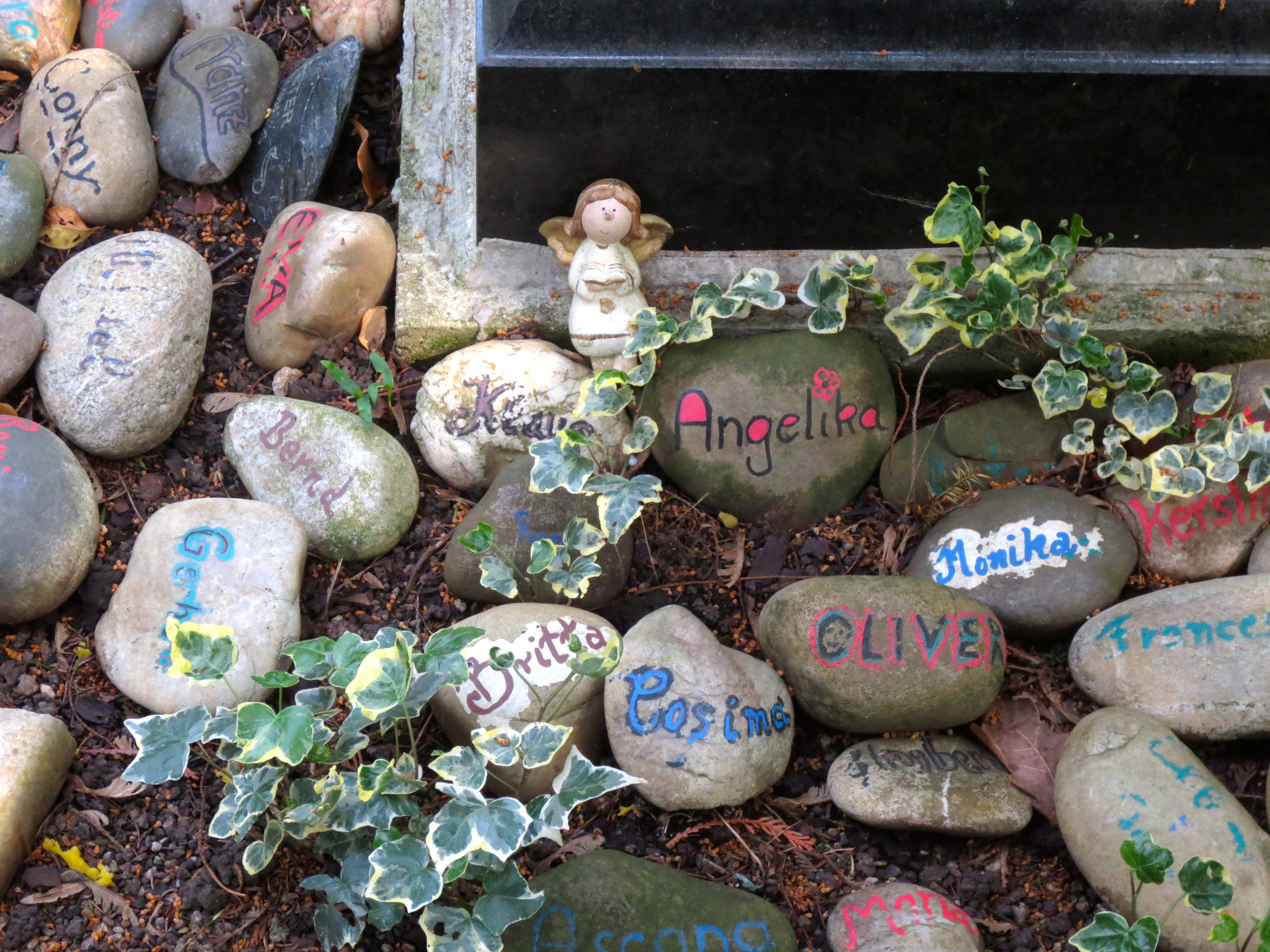
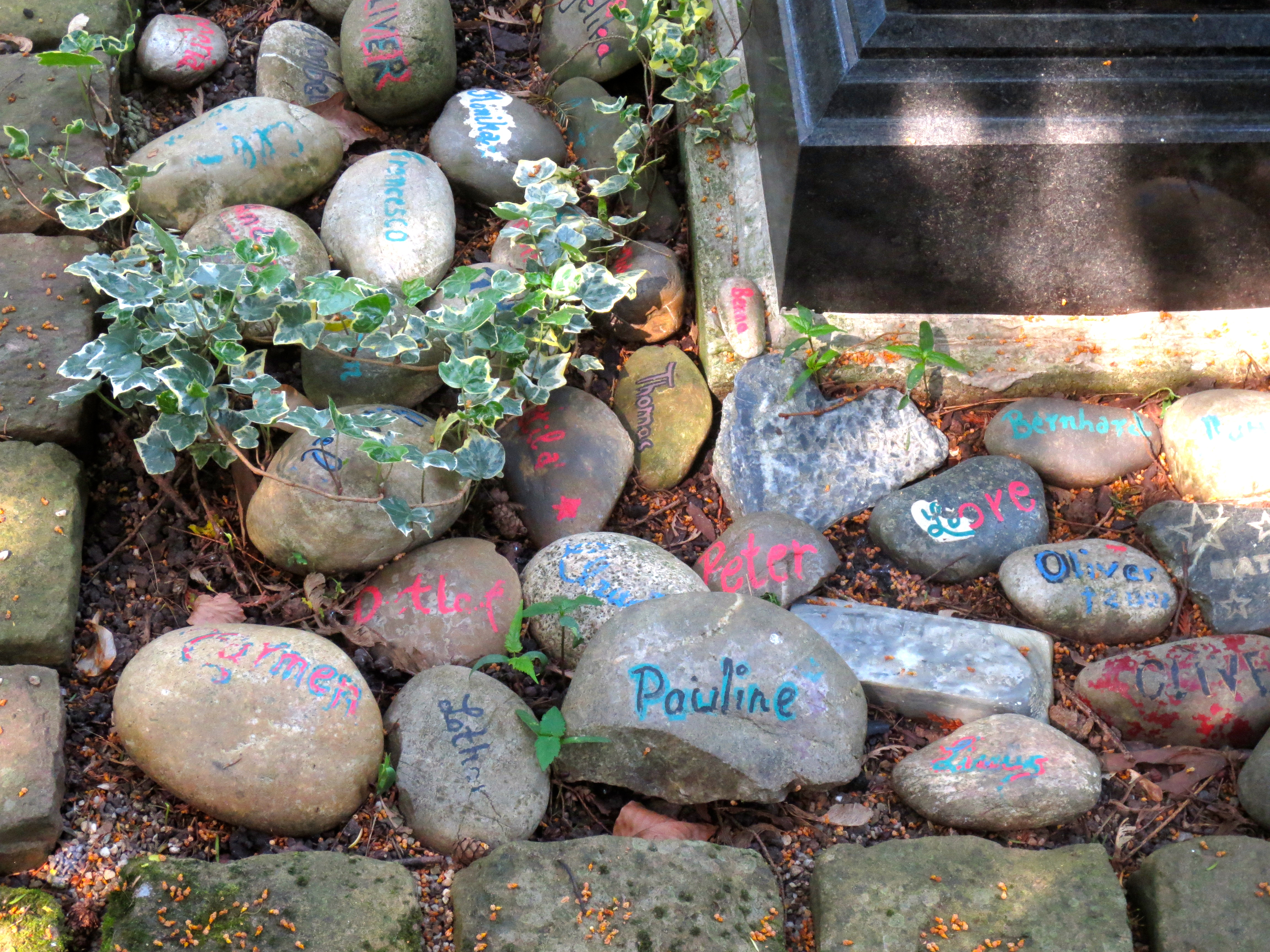